# Eleições autárquicas portuguesas de 2013 no distrito de Viana do Castelo
| Eleições autárquicas portuguesas de 2013 Distritos: Aveiro \| Beja \| Braga \| Bragança \| Castelo Branco \| Coimbra \| Évora \| Faro \| Guarda \| Leiria \| Lisboa \| Portalegre \| Porto \| Santarém \| Setúbal \| Viana do Castelo \| Vila Real \| Viseu \| Açores \| Madeira |

## Resultados por concelho
Os resultados por concelho no Distrito de Viana do Castelo foram os seguintes:

### Arcos de Valdevez

#### Câmara Municipal
| Partido                 | Partido                        | Votos  | %               | +/-   | Vereadores | +/-     |
| ----------------------- | ------------------------------ | ------ | --------------- | ----- | ---------- | ------- |
|                         | Partido Social Democrata       | 7 837  | 53,14 / 100,00  | 15,15 | 4 / 7      | 2       |
|                         | Partido Socialista             | 3 870  | 26,24 / 100,00  | 6,43  | 2 / 7      | 1       |
|                         | CDS – Partido Popular          | 1 687  | 11,44 / 100,00  | 5,05  | 1 / 7      | 1       |
|                         | Coligação Democrática Unitária | 478    | 3,24 / 100,00   | 1,34  | 0 / 7      | Estável |
| Votos Inválidos         | Votos Inválidos                | 875    | 5,93 / 100,00   | 2,32  |            |         |
| Total                   | Total                          | 14 747 | 100,00 / 100,00 |       | 7 / 7      |         |
| Eleitorado/Participação | Eleitorado/Participação        | 28 978 | 50,89 / 100,00  | 1,62  |            |         |

| Freguesia                                          | %     | %     | %     | %     | Votantes |
| Freguesia                                          | PSD   | PS    | CDS   | CDU   | Votantes |
| -------------------------------------------------- | ----- | ----- | ----- | ----- | -------- |
| Aboim das Choças                                   | 52,87 | 26,44 | 15,71 | 1,92  | 261      |
| Aguiã                                              | 47,56 | 43,70 | 2,85  | 2,85  | 492      |
| Álvora e Loureda                                   | 66,10 | 21,75 | 4,52  | 3,11  | 354      |
| Arcos de Valdevez (Salvador), Vila Fonche e Parada | 39,96 | 34,68 | 12,54 | 6,16  | 1 364    |
| Arcos de Valdevez (São Paio) e Giela               | 46,72 | 31,52 | 13,04 | 3,47  | 1 066    |
| Ázere                                              | 68,49 | 11,64 | 9,59  | 5,48  | 146      |
| Cabana Maior                                       | 59,09 | 15,15 | 19,19 | 0     | 198      |
| Cabreiro                                           | 44,57 | 37,14 | 9,14  | 1,43  | 350      |
| Cendufe                                            | 59,36 | 20,72 | 10,36 | 2,79  | 251      |
| Couto                                              | 67,46 | 20,37 | 5,29  | 2,38  | 378      |
| Eiras e Mei                                        | 52,27 | 32,95 | 4,17  | 6,82  | 264      |
| Gavieira                                           | 57,14 | 19,75 | 9,66  | 1,68  | 238      |
| Gondoriz                                           | 60,10 | 24,83 | 8,44  | 1,82  | 604      |
| Grade e Carralcova                                 | 67,35 | 14,29 | 8,16  | 5,31  | 245      |
| Guilhadeses e Santar                               | 51,53 | 30,22 | 9,33  | 4,46  | 718      |
| Jolda (Madalena) e Rio Cabrão                      | 57,67 | 17,61 | 10,23 | 3,13  | 352      |
| Jolda (São Paio)                                   | 46,80 | 37,20 | 11,20 | 2,40  | 250      |
| Miranda                                            | 54,68 | 17,99 | 13,67 | 2,88  | 278      |
| Monte Redondo                                      | 75,32 | 13,64 | 5,19  | 0,65  | 154      |
| Oliveira                                           | 54,84 | 16,13 | 21,66 | 2,30  | 217      |
| Paçô                                               | 42,44 | 32,42 | 15,32 | 1,38  | 509      |
| Padreiro (Salvador e Santa Cristina)               | 55,17 | 28,28 | 6,55  | 3,10  | 290      |
| Padroso                                            | 50,47 | 40,09 | 2,36  | 0,47  | 212      |
| Portela e Extremo                                  | 65,63 | 20,31 | 8,59  | 1,17  | 256      |
| Prozelo                                            | 38,04 | 51,96 | 4,57  | 1,30  | 460      |
| Rio de Moinhos                                     | 52,60 | 31,50 | 7,95  | 2,45  | 327      |
| Rio Frio                                           | 63,65 | 18,07 | 6,48  | 2,95  | 509      |
| Sabadim                                            | 61,48 | 16,61 | 14,49 | 1,41  | 283      |
| São Jorge e Ermelo                                 | 70,99 | 15,67 | 7,74  | 1,55  | 517      |
| Senharei                                           | 72,73 | 14,29 | 4,55  | 1,30  | 154      |
| Sistelo                                            | 47,89 | 3,16  | 42,11 | 1,58  | 190      |
| Soajo                                              | 48,21 | 15,91 | 13,10 | 11,86 | 641      |
| Souto e Tabaçô                                     | 50,51 | 22,77 | 20,55 | 1,88  | 584      |
| Távora (Santa Maria e São Vicente)                 | 47,42 | 39,11 | 7,74  | 1,29  | 698      |
| Vale                                               | 53,98 | 8,33  | 28,79 | 3,79  | 528      |
| Vilela, São Cosme e São Damião e Sá                | 60,15 | 17,36 | 15,89 | 1,71  | 409      |
| Arcos de Valdevez                                  | 53,14 | 26,24 | 11,44 | 3,24  | 14 747   |

#### Assembleia Municipal
| Partido                 | Partido                        | Votos  | %               | +/-   | Mandatos | +/-     |
| ----------------------- | ------------------------------ | ------ | --------------- | ----- | -------- | ------- |
|                         | Partido Social Democrata       | 7 325  | 49,67 / 100,00  | 13,33 | 20 / 37  | 15      |
|                         | Partido Socialista             | 3 822  | 25,92 / 100,00  | 3,50  | 10 / 37  | 2       |
|                         | CDS – Partido Popular          | 2 117  | 14,36 / 100,00  | 5,96  | 6 / 37   | 2       |
|                         | Coligação Democrática Unitária | 536    | 3,63 / 100,00   | 1,29  | 1 / 37   | Estável |
| Votos Inválidos         | Votos Inválidos                | 947    | 6,42 / 100,00   | 2,58  |          |         |
| Total                   | Total                          | 14 747 | 100,00 / 100,00 |       | 37 / 37  | 15      |
| Eleitorado/Participação | Eleitorado/Participação        | 28 978 | 50,89 / 100,00  | 1,63  |          |         |

| Freguesia                                          | %     | %     | %     | %     | Votantes |
| Freguesia                                          | PSD   | PS    | CDS   | CDU   | Votantes |
| -------------------------------------------------- | ----- | ----- | ----- | ----- | -------- |
| Aboim das Choças                                   | 48,28 | 22,22 | 24,52 | 2,30  | 261      |
| Aguiã                                              | 44,31 | 44,92 | 5,08  | 3,05  | 492      |
| Álvora e Loureda                                   | 58,47 | 22,32 | 11,30 | 1,41  | 354      |
| Arcos de Valdevez (Salvador), Vila Fonche e Parada | 33,94 | 34,75 | 18,11 | 6,89  | 1 364    |
| Arcos de Valdevez (São Paio) e Giela               | 39,87 | 29,83 | 18,48 | 5,72  | 1 066    |
| Ázere                                              | 65,75 | 11,64 | 13,01 | 4,11  | 146      |
| Cabana Maior                                       | 59,09 | 12,12 | 20,20 | 0,51  | 198      |
| Cabreiro                                           | 39,71 | 40,29 | 9,71  | 2,29  | 350      |
| Cendufe                                            | 60,56 | 20,72 | 8,76  | 3,19  | 251      |
| Couto                                              | 60,85 | 21,43 | 7,67  | 3,17  | 378      |
| Eiras e Mei                                        | 50,76 | 31,44 | 5,68  | 6,44  | 264      |
| Gavieira                                           | 58,40 | 19,33 | 9,66  | 1,26  | 238      |
| Gondoriz                                           | 57,62 | 24,17 | 11,09 | 2,65  | 604      |
| Grade e Carralcova                                 | 66,12 | 13,47 | 10,20 | 4,49  | 245      |
| Guilhadeses e Santar                               | 50,84 | 28,97 | 10,45 | 4,87  | 718      |
| Jolda (Madalena) e Rio Cabrão                      | 56,82 | 19,32 | 9,38  | 2,84  | 352      |
| Jolda (São Paio)                                   | 36,40 | 38,80 | 18,00 | 4,00  | 250      |
| Miranda                                            | 51,80 | 18,71 | 12,95 | 4,32  | 278      |
| Monte Redondo                                      | 72,08 | 14,29 | 6,49  | 1,95  | 154      |
| Oliveira                                           | 53,46 | 18,43 | 21,66 | 1,38  | 217      |
| Paçô                                               | 39,88 | 32,22 | 18,27 | 1,57  | 509      |
| Padreiro (Salvador e Santa Cristina)               | 52,07 | 28,97 | 8,28  | 3,79  | 290      |
| Padroso                                            | 43,19 | 41,78 | 6,57  | 0,47  | 213      |
| Portela e Extremo                                  | 62,50 | 20,70 | 10,94 | 0,39  | 256      |
| Prozelo                                            | 40,22 | 44,78 | 8,04  | 2,83  | 460      |
| Rio de Moinhos                                     | 49,69 | 32,52 | 9,51  | 2,76  | 326      |
| Rio Frio                                           | 60,90 | 16,11 | 8,84  | 2,95  | 509      |
| Sabadim                                            | 61,48 | 15,19 | 16,25 | 0,71  | 283      |
| São Jorge e Ermelo                                 | 67,12 | 16,05 | 8,90  | 1,93  | 517      |
| Senharei                                           | 70,78 | 15,58 | 5,84  | 0,65  | 154      |
| Sistelo                                            | 46,32 | 3,68  | 41,58 | 1,58  | 190      |
| Soajo                                              | 47,58 | 14,82 | 13,26 | 12,01 | 641      |
| Souto e Tabaçô                                     | 47,43 | 22,26 | 24,49 | 2,23  | 584      |
| Távora (Santa Maria e São Vicente)                 | 42,98 | 41,98 | 8,88  | 1,43  | 698      |
| Vale                                               | 53,22 | 7,58  | 30,30 | 3,41  | 528      |
| Vilela, São Cosme e São Damião e Sá                | 48,41 | 15,40 | 29,83 | 1,96  | 409      |
| Arcos de Valdevez                                  | 49,67 | 25,92 | 14,36 | 3,63  | 14 747   |

#### Juntas de Freguesia
| Partido                 | Partido                        | Votos  | %               | +/-   | Presidentes | Mandatos  | +/-     |
| ----------------------- | ------------------------------ | ------ | --------------- | ----- | ----------- | --------- | ------- |
|                         | Partido Social Democrata       | 7 643  | 51,49 / 100,00  | 12,28 | 27 / 36     | 175 / 274 | 98      |
|                         | Partido Socialista             | 3 025  | 20,38 / 100,00  | 0,91  | 4 / 36      | 50 / 274  | 8       |
|                         | Grupo de Cidadãos              | 2 121  | 14,29 / 100,00  | 5,29  | 4 / 36      | 31 / 274  | Estável |
|                         | CDS – Partido Popular          | 1 095  | 7,38 / 100,00   | -     | 1 / 36      | 17 / 274  | -       |
|                         | Coligação Democrática Unitária | 91     | 0,61 / 100,00   | 0,30  | 0 / 36      | 1 / 274   | 1       |
| Votos Inválidos         | Votos Inválidos                | 869    | 5,86 / 100,00   | 1,60  |             |           |         |
| Total                   | Total                          | 14 844 | 100,00 / 100,00 |       | 36 / 36     | 274 / 274 | 88      |
| Eleitorado/Participação | Eleitorado/Participação        | 28 978 | 51,23 / 100,00  | 1,32  |             |           |         |

| Freguesia                                          | Partido Vencedor | Partido Vencedor         | %              | Mandatos |
| -------------------------------------------------- | ---------------- | ------------------------ | -------------- | -------- |
| Aboim das Choças                                   |                  | Partido Social Democrata | 52,87 / 100,00 | 4 / 7    |
| Aguiã                                              |                  | Partido Socialista       | 55,69 / 100,00 | 4 / 7    |
| Álvora e Loureda                                   |                  | Partido Social Democrata | 79,72 / 100,00 | 6 / 7    |
| Arcos de Valdevez (Salvador), Vila Fonche e Parada |                  | Grupo de Cidadãos        | 40,84 / 100,00 | 4 / 9    |
| Arcos de Valdevez (São Paio) e Giela               |                  | Partido Social Democrata | 41,56 / 100,00 | 4 / 9    |
| Ázere                                              |                  | Partido Social Democrata | 91,10 / 100,00 | 7 / 7    |
| Cabana Maior                                       |                  | Partido Social Democrata | 63,13 / 100,00 | 5 / 7    |
| Cabreiro                                           |                  | Partido Social Democrata | 50,00 / 100,00 | 4 / 7    |
| Cendufe                                            |                  | Partido Social Democrata | 70,92 / 100,00 | 5 / 7    |
| Couto                                              |                  | Partido Social Democrata | 73,81 / 100,00 | 7 / 7    |
| Eiras e Mei                                        |                  | Partido Social Democrata | 62,12 / 100,00 | 5 / 7    |
| Gavieira                                           |                  | Partido Social Democrata | 74,37 / 100,00 | 6 / 7    |
| Gondoriz                                           |                  | Partido Social Democrata | 62,75 / 100,00 | 6 / 9    |
| Grade e Carralcova                                 |                  | Partido Social Democrata | 86,12 / 100,00 | 7 / 7    |
| Guilhadeses e Santar                               |                  | Partido Social Democrata | 67,41 / 100,00 | 6 / 9    |
| Jolda (Madalena) e Rio Cabrão                      |                  | Grupo de Cidadãos        | 50,85 / 100,00 | 4 / 7    |
| Jolda (São Paio)                                   |                  | Partido Socialista       | 54,00 / 100,00 | 4 / 7    |
| Miranda                                            |                  | Grupo de Cidadãos        | 58,63 / 100,00 | 4 / 7    |
| Monte Redondo                                      |                  | Partido Social Democrata | 91,56 / 100,00 | 7 / 7    |
| Oliveira                                           |                  | Partido Social Democrata | 63,13 / 100,00 | 5 / 7    |
| Paçô                                               |                  | Partido Social Democrata | 49,61 / 100,00 | 5 / 9    |
| Padreiro (Salvador e Santa Cristina)               |                  | Partido Social Democrata | 59,66 / 100,00 | 5 / 7    |
| Padroso                                            |                  | Partido Socialista       | 51,42 / 100,00 | 4 / 7    |
| Portela e Extremo                                  |                  | Partido Social Democrata | 76,17 / 100,00 | 6 / 7    |
| Prozelo                                            |                  | Partido Social Democrata | 84,57 / 100,00 | 9 / 9    |
| Rio de Moinhos                                     |                  | Partido Social Democrata | 49,24 / 100,00 | 4 / 7    |
| Rio Frio                                           |                  | Partido Social Democrata | 48,53 / 100,00 | 5 / 9    |
| Sabadim                                            |                  | Partido Social Democrata | 68,20 / 100,00 | 5 / 7    |
| São Jorge e Ermelo                                 |                  | Partido Social Democrata | 53,19 / 100,00 | 5 / 9    |
| Senharei                                           |                  | Partido Social Democrata | 91,56 / 100,00 | 7 / 7    |
| Sistelo                                            |                  | Partido Social Democrata | 47,37 / 100,00 | 4 / 7    |
| Soajo                                              |                  | Grupo de Cidadãos        | 46,18 / 100,00 | 5 / 9    |
| Souto e Tabaçô                                     |                  | Partido Social Democrata | 61,99 / 100,00 | 6 / 9    |
| Távora (Santa Maria e São Vicente)                 |                  | Partido Socialista       | 53,72 / 100,00 | 5 / 9    |
| Vale                                               |                  | CDS – Partido Popular    | 51,52 / 100,00 | 4 / 7    |
| Vilela, São Cosme e São Damião e Sá                |                  | Partido Social Democrata | 68,95 / 100,00 | 5 / 7    |

### Caminha

#### Câmara Municipal
| Partido                 | Partido                        | Votos  | %               | +/-  | Vereadores | +/-     |
| ----------------------- | ------------------------------ | ------ | --------------- | ---- | ---------- | ------- |
|                         | Partido Socialista             | 5 201  | 47,51 / 100,00  | 8,81 | 4 / 7      | 1       |
|                         | Partido Social Democrata       | 4 930  | 45,03 / 100,00  | 9,28 | 3 / 7      | 1       |
|                         | Coligação Democrática Unitária | 442    | 4,04 / 100,00   | 1,46 | 0 / 7      | Estável |
| Votos Inválidos         | Votos Inválidos                | 375    | 3,42 / 100,00   | 1,29 |            |         |
| Total                   | Total                          | 10 948 | 100,00 / 100,00 |      | 7 / 7      |         |
| Eleitorado/Participação | Eleitorado/Participação        | 17 059 | 64,18 / 100,00  | 3,21 |            |         |

| Freguesia                     | %     | %     | %     | Votantes |
| Freguesia                     | PS    | PSD   | CDU   | Votantes |
| ----------------------------- | ----- | ----- | ----- | -------- |
| Âncora                        | 45,89 | 47,35 | 4,24  | 754      |
| Arga (Baixo, Cima e São João) | 27,27 | 69,32 | 0,57  | 176      |
| Argela                        | 51,89 | 40,89 | 3,44  | 291      |
| Caminha (Matriz) e Vilarelho  | 55,30 | 37,10 | 3,25  | 1 725    |
| Dem                           | 39,45 | 57,81 | 0,78  | 256      |
| Gondar e Orbacém              | 52,73 | 43,09 | 1,61  | 311      |
| Lanhelas                      | 51,41 | 43,36 | 1,88  | 745      |
| Moledo e Cristelo             | 65,87 | 26,57 | 4,06  | 1 084    |
| Riba de Âncora                | 24,58 | 71,11 | 2,63  | 533      |
| Seixas                        | 57,21 | 36,63 | 2,97  | 909      |
| Venade e Azevedo              | 42,14 | 49,21 | 4,62  | 693      |
| Vila Praia de Âncora          | 38,60 | 52,98 | 4,96  | 2 684    |
| Vilar de Mouros               | 48,93 | 34,88 | 11,74 | 562      |
| Vile                          | 38,22 | 56,89 | 2,67  | 225      |
| Caminha                       | 47,51 | 45,03 | 4,04  | 10 948   |

#### Assembleia Municipal
| Partido                 | Partido                        | Votos  | %               | +/-  | Mandatos | +/-     |
| ----------------------- | ------------------------------ | ------ | --------------- | ---- | -------- | ------- |
|                         | Partido Socialista             | 5 004  | 45,64 / 100,00  | 8,06 | 10 / 21  | 2       |
|                         | Partido Social Democrata       | 4 767  | 43,48 / 100,00  | 6,50 | 10 / 21  | 1       |
|                         | Coligação Democrática Unitária | 745    | 6,80 / 100,00   | 2,15 | 1 / 21   | Estável |
| Votos Inválidos         | Votos Inválidos                | 447    | 4,08 / 100,00   | 1,45 |          |         |
| Total                   | Total                          | 10 963 | 100,00 / 100,00 |      | 21 / 21  |         |
| Eleitorado/Participação | Eleitorado/Participação        | 17 059 | 64,27 / 100,00  | 3,12 |          |         |

| Freguesia                     | %     | %     | %     | Votantes |
| Freguesia                     | PS    | PSD   | CDU   | Votantes |
| ----------------------------- | ----- | ----- | ----- | -------- |
| Âncora                        | 45,76 | 45,49 | 6,37  | 754      |
| Arga (Baixo, Cima e São João) | 28,41 | 67,05 | 1,14  | 176      |
| Argela                        | 52,23 | 37,80 | 6,19  | 291      |
| Caminha (Matriz) e Vilarelho  | 53,53 | 35,63 | 6,20  | 1 726    |
| Dem                           | 37,11 | 58,59 | 1,56  | 256      |
| Gondar e Orbacém              | 50,16 | 42,77 | 2,57  | 311      |
| Lanhelas                      | 50,87 | 41,34 | 4,56  | 745      |
| Moledo e Cristelo             | 63,56 | 25,74 | 7,01  | 1 084    |
| Riba de Âncora                | 25,89 | 66,23 | 4,88  | 533      |
| Seixas                        | 56,33 | 33,77 | 5,28  | 909      |
| Venade e Azevedo              | 40,12 | 47,62 | 6,78  | 693      |
| Vila Praia de Âncora          | 36,40 | 52,67 | 6,78  | 2 698    |
| Vilar de Mouros               | 40,04 | 31,49 | 23,13 | 562      |
| Vile                          | 35,11 | 54,67 | 6,22  | 225      |
| Caminha                       | 45,64 | 43,48 | 6,80  | 10 963   |

#### Juntas de Freguesia
| Partido                 | Partido                        | Votos  | %               | +/-   | Presidentes | Mandatos  | +/- |
| ----------------------- | ------------------------------ | ------ | --------------- | ----- | ----------- | --------- | --- |
|                         | Partido Socialista             | 4 538  | 41,55 / 100,00  | 3,30  | 6 / 14      | 45 / 110  | 13  |
|                         | Partido Social Democrata       | 3 754  | 34,37 / 100,00  | 14,86 | 5 / 14      | 40 / 110  | 25  |
|                         | Grupo de Cidadãos              | 1 409  | 12,90 / 100,00  | 9,04  | 2 / 14      | 23 / 110  | 18  |
|                         | Coligação Democrática Unitária | 543    | 4,97 / 100,00   | 0,59  | 1 / 14      | 2 / 110   | 1   |
| Votos Inválidos         | Votos Inválidos                | 677    | 6,20 / 100,00   | 3,09  |             |           |     |
| Total                   | Total                          | 10 921 | 100,00 / 100,00 |       | 14 / 14     | 110 / 110 | 21  |
| Eleitorado/Participação | Eleitorado/Participação        | 17 059 | 64,02 / 100,00  | 3,40  |             |           |     |

| Freguesia                     | Partido Vencedor | Partido Vencedor               | %              | Mandatos |
| ----------------------------- | ---------------- | ------------------------------ | -------------- | -------- |
| Âncora                        |                  | Partido Socialista             | 55,04 / 100,00 | 5 / 9    |
| Arga (Baixo, Cima e São João) |                  | Partido Social Democrata       | 67,61 / 100,00 | 5 / 7    |
| Argela                        |                  | Partido Socialista             | 53,26 / 100,00 | 4 / 7    |
| Caminha (Matriz) e Vilarelho  |                  | Partido Socialista             | 52,78 / 100,00 | 5 / 9    |
| Dem                           |                  | Partido Social Democrata       | 62,50 / 100,00 | 5 / 7    |
| Gondar e Orbacém              |                  | Grupo de Cidadãos              | 69,45 / 100,00 | 7 / 7    |
| Lanhelas                      |                  | Partido Socialista             | 53,42 / 100,00 | 5 / 9    |
| Moledo e Cristelo             |                  | Partido Socialista             | 64,58 / 100,00 | 7 / 9    |
| Riba de Âncora                |                  | Grupo de Cidadãos              | 71,29 / 100,00 | 7 / 7    |
| Seixas                        |                  | Partido Socialista             | 49,17 / 100,00 | 5 / 9    |
| Venade e Azevedo              |                  | Partido Social Democrata       | 50,51 / 100,00 | 4 / 7    |
| Vila Praia de Âncora          |                  | Partido Social Democrata       | 55,87 / 100,00 | 6 / 9    |
| Vilar de Mouros               |                  | Coligação Democrática Unitária | 31,67 / 100,00 | 2 / 7    |
| Vile                          |                  | Partido Social Democrata       | 65,33 / 100,00 | 5 / 7    |

### Melgaço

#### Câmara Municipal
| Partido                 | Partido                        | Votos  | %               | +/-  | Vereadores | +/-     |
| ----------------------- | ------------------------------ | ------ | --------------- | ---- | ---------- | ------- |
|                         | Partido Socialista             | 3 264  | 63,07 / 100,00  | 8,02 | 5 / 7      | 1       |
|                         | Partido Social Democrata       | 1 462  | 28,25 / 100,00  | 4,58 | 2 / 7      | 1       |
|                         | Coligação Democrática Unitária | 129    | 2,49 / 100,00   | 0,38 | 0 / 7      | Estável |
| Votos Inválidos         | Votos Inválidos                | 320    | 6,18 / 100,00   | 3,04 |            |         |
| Total                   | Total                          | 5 175  | 100,00 / 100,00 |      | 7 / 7      |         |
| Eleitorado/Participação | Eleitorado/Participação        | 11 966 | 43,25 / 100,00  | 5,38 |            |         |

| Freguesia                         | %     | %     | %    | Votantes |
| Freguesia                         | PS    | PSD   | CDU  | Votantes |
| --------------------------------- | ----- | ----- | ---- | -------- |
| Alvaredo                          | 60,20 | 27,21 | 4,08 | 294      |
| Castro Laboreiro e Lamas de Mouro | 59,90 | 32,08 | 2,26 | 399      |
| Chaviães e Paços                  | 71,74 | 17,64 | 3,01 | 499      |
| Cousso                            | 68,21 | 23,59 | 3,08 | 195      |
| Cristóval                         | 58,84 | 33,08 | 0,76 | 396      |
| Fiães                             | 82,11 | 12,20 | 1,63 | 123      |
| Gave                              | 54,84 | 38,17 | 2,69 | 186      |
| Paderne                           | 67,64 | 23,09 | 1,95 | 615      |
| Parada do Monte e Cubalhão        | 51,92 | 41,43 | 1,79 | 391      |
| Penso                             | 63,67 | 31,09 | 2,25 | 267      |
| Prado e Remoães                   | 62,26 | 29,87 | 1,89 | 318      |
| São Paio                          | 69,17 | 22,81 | 1,50 | 399      |
| Vila e Roussas                    | 60,20 | 30,19 | 3,66 | 1 093    |
| Melgaço                           | 63,07 | 28,25 | 2,49 | 5 175    |

#### Assembleia Municipal
| Partido                 | Partido                        | Votos  | %               | +/-  | Mandatos | +/-     |
| ----------------------- | ------------------------------ | ------ | --------------- | ---- | -------- | ------- |
|                         | Partido Socialista             | 3 143  | 60,73 / 100,00  | 4,25 | 14 / 21  | 1       |
|                         | Partido Social Democrata       | 1 527  | 29,51 / 100,00  | 6,60 | 7 / 21   | 2       |
|                         | Coligação Democrática Unitária | 180    | 3,48 / 100,00   | 1,23 | 0 / 21   | Estável |
| Votos Inválidos         | Votos Inválidos                | 325    | 6,28 / 100,00   | 2,64 |          |         |
| Total                   | Total                          | 5 175  | 100,00 / 100,00 |      | 21 / 21  |         |
| Eleitorado/Participação | Eleitorado/Participação        | 11 966 | 43,25 / 100,00  | 5,38 |          |         |

| Freguesia                         | %     | %     | %    | Votantes |
| Freguesia                         | PS    | PSD   | CDU  | Votantes |
| --------------------------------- | ----- | ----- | ---- | -------- |
| Alvaredo                          | 59,86 | 26,87 | 3,40 | 294      |
| Castro Laboreiro e Lamas de Mouro | 58,90 | 30,33 | 3,26 | 399      |
| Chaviães e Paços                  | 65,53 | 20,84 | 3,81 | 499      |
| Cousso                            | 63,08 | 25,13 | 5,13 | 195      |
| Cristóval                         | 56,57 | 33,84 | 2,53 | 396      |
| Fiães                             | 81,30 | 13,82 | 1,63 | 123      |
| Gave                              | 57,53 | 39,25 | 0    | 186      |
| Paderne                           | 65,53 | 25,04 | 2,60 | 615      |
| Parada do Monte e Cubalhão        | 50,13 | 44,25 | 1,53 | 391      |
| Penso                             | 59,93 | 32,58 | 4,87 | 267      |
| Prado e Remoães                   | 61,64 | 29,95 | 3,77 | 318      |
| São Paio                          | 68,17 | 22,81 | 2,51 | 399      |
| Vila e Roussas                    | 57,09 | 32,20 | 5,40 | 1 093    |
| Melgaço                           | 60,73 | 29,51 | 3,48 | 5 175    |

#### Juntas de Freguesia
| Partido                 | Partido                        | Votos  | %               | +/-  | Presidentes | Mandatos  | +/-     |
| ----------------------- | ------------------------------ | ------ | --------------- | ---- | ----------- | --------- | ------- |
|                         | Partido Socialista             | 3 178  | 61,57 / 100,00  | 1,91 | 13 / 13     | 71 / 101  | 16      |
|                         | Partido Social Democrata       | 1 518  | 29,41 / 100,00  | 5,38 | 0 / 13      | 27 / 101  | Estável |
|                         | Grupo de Cidadãos              | 152    | 2,94 / 100,00   | 0,92 | 0 / 13      | 3 / 101   | 1       |
|                         | Coligação Democrática Unitária | 41     | 0,79 / 100,00   | 0,10 | 0 / 13      | 0 / 101   | Estável |
| Votos Inválidos         | Votos Inválidos                | 273    | 5,29 / 100,00   | 1,15 |             |           |         |
| Total                   | Total                          | 5 162  | 100,00 / 100,00 |      | 13 / 13     | 101 / 101 | 22      |
| Eleitorado/Participação | Eleitorado/Participação        | 11 966 | 43,14 / 100,00  | 5,51 |             |           |         |

| Freguesia                         | Partido Vencedor | Partido Vencedor   | %              | Mandatos |
| --------------------------------- | ---------------- | ------------------ | -------------- | -------- |
| Alvaredo                          |                  | Partido Socialista | 65,99 / 100,00 | 5 / 7    |
| Castro Laboreiro e Lamas de Mouro |                  | Partido Socialista | 60,65 / 100,00 | 6 / 9    |
| Chaviães e Paços                  |                  | Partido Socialista | 51,20 / 100,00 | 5 / 9    |
| Cousso                            |                  | Partido Socialista | 76,41 / 100,00 | 6 / 7    |
| Cristóval                         |                  | Partido Socialista | 61,72 / 100,00 | 5 / 7    |
| Fiães                             |                  | Partido Socialista | 91,87 / 100,00 | 7 / 7    |
| Gave                              |                  | Partido Socialista | 61,29 / 100,00 | 5 / 7    |
| Paderne                           |                  | Partido Socialista | 68,46 / 100,00 | 7 / 9    |
| Parada do Monte e Cubalhão        |                  | Partido Socialista | 53,71 / 100,00 | 5 / 9    |
| Penso                             |                  | Partido Socialista | 64,79 / 100,00 | 5 / 7    |
| Prado e Remoães                   |                  | Partido Socialista | 65,41 / 100,00 | 5 / 7    |
| São Paio                          |                  | Partido Socialista | 70,93 / 100,00 | 5 / 7    |
| Vila e Roussas                    |                  | Partido Socialista | 52,97 / 100,00 | 5 / 9    |

### Monção

#### Câmara Municipal
| Partido                 | Partido                        | Votos  | %               | +/-   | Vereadores | +/-     |
| ----------------------- | ------------------------------ | ------ | --------------- | ----- | ---------- | ------- |
|                         | Partido Socialista             | 4 743  | 37,96 / 100,00  | 30,41 | 3 / 7      | 3       |
|                         | Partido Social Democrata       | 4 739  | 37,92 / 100,00  | 17,03 | 3 / 7      | 2       |
|                         | CDS – Partido Popular          | 2 221  | 17,77 / 100,00  | -     | 1 / 7      | -       |
|                         | Coligação Democrática Unitária | 206    | 1,65 / 100,00   | 0,45  | 0 / 7      | Estável |
| Votos Inválidos         | Votos Inválidos                | 587    | 4,69 / 100,00   | 1,46  |            |         |
| Total                   | Total                          | 12 496 | 100,00 / 100,00 |       | 7 / 7      |         |
| Eleitorado/Participação | Eleitorado/Participação        | 21 108 | 59,20 / 100,00  | 3,51  |            |         |

| Freguesia                 | %     | %     | %     | %    | Votantes |
| Freguesia                 | PS    | PSD   | CDS   | CDU  | Votantes |
| ------------------------- | ----- | ----- | ----- | ---- | -------- |
| Abedim                    | 37,20 | 45,12 | 9,15  | 1,83 | 164      |
| Anhões e Luzio            | 35,09 | 46,05 | 10,09 | 2,19 | 228      |
| Barbeita                  | 31,68 | 37,11 | 24,22 | 2,33 | 644      |
| Barroças e Taias          | 26,32 | 44,53 | 19,03 | 4,05 | 247      |
| Bela                      | 40,83 | 26,25 | 26,67 | 1,25 | 480      |
| Cambeses                  | 40,62 | 42,86 | 10,64 | 0,84 | 357      |
| Ceivães e Badim           | 44,93 | 29,19 | 18,84 | 1,24 | 483      |
| Lara                      | 38,81 | 52,74 | 4,48  | 0,50 | 201      |
| Longos Vales              | 37,17 | 44,17 | 15,36 | 1,08 | 651      |
| Mazedo e Cortes           | 40,49 | 38,53 | 13,52 | 2,24 | 1 783    |
| Merufe                    | 24,16 | 26,50 | 43,92 | 0,88 | 683      |
| Messegães, Valadares e Sá | 36,62 | 46,68 | 10,28 | 1,50 | 467      |
| Monção e Troviscoso       | 49,04 | 30,24 | 13,98 | 2,33 | 1 931    |
| Moreira                   | 27,59 | 40,40 | 23,40 | 1,55 | 453      |
| Pias                      | 29,03 | 55,41 | 8,54  | 1,33 | 527      |
| Pinheiros                 | 38,37 | 42,45 | 14,29 | 0,41 | 245      |
| Podame                    | 43,01 | 27,21 | 25,74 | 1,47 | 272      |
| Portela                   | 40,11 | 49,72 | 7,91  | 0    | 177      |
| Riba de Mouro             | 32,18 | 44,06 | 19,20 | 1,66 | 724      |
| Sago, Lordelo e Parada    | 32,54 | 36,77 | 26,98 | 0,79 | 378      |
| Segude                    | 37,18 | 41,03 | 16,67 | 1,92 | 312      |
| Tangil                    | 27,62 | 39,96 | 26,70 | 1,29 | 543      |
| Troporiz e Lapela         | 51,19 | 33,95 | 9,02  | 1,33 | 377      |
| Trute                     | 44,38 | 44,38 | 7,69  | 0    | 169      |
| Monção                    | 37,96 | 37,92 | 17,77 | 1,65 | 12 496   |

#### Assembleia Municipal
| Partido                 | Partido                        | Votos  | %               | +/-   | Mandatos | +/-     |
| ----------------------- | ------------------------------ | ------ | --------------- | ----- | -------- | ------- |
|                         | Partido Social Democrata       | 4 552  | 36,46 / 100,00  | 12,74 | 10 / 25  | 1       |
|                         | Partido Socialista             | 4 321  | 34,61 / 100,00  | 24,76 | 9 / 25   | 13      |
|                         | CDS – Partido Popular          | 2 233  | 17,88 / 100,00  | -     | 5 / 25   | -       |
|                         | Bloco de Esquerda              | 441    | 3,53 / 100,00   | 1,91  | 1 / 25   | 1       |
|                         | Coligação Democrática Unitária | 268    | 2,15 / 100,00   | 0,41  | 0 / 25   | Estável |
| Votos Inválidos         | Votos Inválidos                | 671    | 5,37 / 100,00   | 1,70  |          |         |
| Total                   | Total                          | 12 486 | 100,00 / 100,00 |       | 25 / 25  | 9       |
| Eleitorado/Participação | Eleitorado/Participação        | 21 108 | 59,15 / 100,00  | 3,45  |          |         |

| Freguesia                 | %     | %     | %     | %     | %    | Votantes |
| Freguesia                 | PSD   | PS    | CDS   | BE    | CDU  | Votantes |
| ------------------------- | ----- | ----- | ----- | ----- | ---- | -------- |
| Abedim                    | 45,73 | 35,98 | 6,71  | 1,22  | 1,83 | 164      |
| Anhões e Luzio            | 42,11 | 35,96 | 10,96 | 2,19  | 1,75 | 228      |
| Barbeita                  | 34,63 | 29,81 | 22,98 | 5,59  | 2,48 | 644      |
| Barroças e Taias          | 46,15 | 23,48 | 15,79 | 4,86  | 3,64 | 247      |
| Bela                      | 24,79 | 36,04 | 28,96 | 4,79  | 0,21 | 480      |
| Cambeses                  | 43,14 | 40,06 | 10,08 | 1,12  | 1,68 | 357      |
| Ceivães e Badim           | 29,05 | 39,21 | 18,05 | 5,39  | 2,70 | 482      |
| Lara                      | 53,23 | 37,31 | 3,98  | 1,49  | 0,50 | 201      |
| Longos Vales              | 39,02 | 34,25 | 17,82 | 1,38  | 1,38 | 651      |
| Mazedo e Cortes           | 36,77 | 36,32 | 13,51 | 4,05  | 3,27 | 1 776    |
| Merufe                    | 24,30 | 18,89 | 44,95 | 4,98  | 0,59 | 683      |
| Messegães, Valadares e Sá | 44,87 | 33,12 | 10,04 | 3,21  | 2,14 | 468      |
| Monção e Troviscoso       | 29,81 | 42,51 | 14,31 | 3,68  | 3,84 | 1 929    |
| Moreira                   | 37,75 | 25,61 | 24,94 | 2,43  | 1,77 | 453      |
| Pias                      | 53,32 | 26,94 | 12,33 | 1,52  | 0,76 | 527      |
| Pinheiros                 | 42,04 | 32,24 | 15,51 | 1,63  | 0,82 | 245      |
| Podame                    | 23,90 | 42,28 | 23,53 | 4,04  | 3,31 | 272      |
| Portela                   | 48,59 | 39,55 | 6,78  | 1,13  | 0,56 | 177      |
| Riba de Mouro             | 43,23 | 33,01 | 16,30 | 1,80  | 1,52 | 724      |
| Sago, Lordelo e Parada    | 36,51 | 31,22 | 27,51 | 0,79  | 0,79 | 378      |
| Segude                    | 39,42 | 36,54 | 16,67 | 2,88  | 2,24 | 312      |
| Tangil                    | 36,10 | 23,57 | 24,86 | 10,13 | 1,47 | 543      |
| Troporiz e Lapela         | 31,65 | 49,20 | 9,57  | 3,46  | 1,60 | 376      |
| Trute                     | 42,01 | 42,60 | 10,06 | 0     | 0,59 | 169      |
| Monção                    | 36,46 | 34,61 | 17,88 | 3,53  | 2,15 | 12 486   |

#### Juntas de Freguesia
| Partido                 | Partido                        | Votos  | %               | +/-   | Presidentes | Mandatos  | +/- |
| ----------------------- | ------------------------------ | ------ | --------------- | ----- | ----------- | --------- | --- |
|                         | Partido Socialista             | 3 972  | 31,79 / 100,00  | 13,18 | 8 / 24      | 61 / 180  | 79  |
|                         | Partido Social Democrata       | 3 403  | 27,24 / 100,00  | 7,94  | 8 / 24      | 55 / 180  | 17  |
|                         | Grupo de Cidadãos              | 2 938  | 23,52 / 100,00  | 0,75  | 8 / 24      | 53 / 180  | 5   |
|                         | CDS – Partido Popular          | 1 062  | 8,50 / 100,00   | -     | 0 / 24      | 11 / 180  | -   |
|                         | Coligação Democrática Unitária | 236    | 1,89 / 100,00   | 1,82  | 0 / 24      | 0 / 180   | 6   |
| Votos Inválidos         | Votos Inválidos                | 882    | 7,06 / 100,00   | 0,30  |             |           |     |
| Total                   | Total                          | 12 493 | 100,00 / 100,00 |       | 24 / 24     | 180 / 180 | 62  |
| Eleitorado/Participação | Eleitorado/Participação        | 21 108 | 59,19 / 100,00  | 3,48  |             |           |     |

| Freguesia                 | Partido Vencedor | Partido Vencedor         | %              | Mandatos |
| ------------------------- | ---------------- | ------------------------ | -------------- | -------- |
| Abedim                    |                  | Partido Social Democrata | 51,22 / 100,00 | 4 / 7    |
| Anhões e Luzio            |                  | Partido Social Democrata | 49,56 / 100,00 | 4 / 7    |
| Barbeita                  |                  | Grupo de Cidadãos        | 54,04 / 100,00 | 5 / 9    |
| Barroças e Taias          |                  | Grupo de Cidadãos        | 52,63 / 100,00 | 4 / 7    |
| Bela                      |                  | Grupo de Cidadãos        | 60,42 / 100,00 | 4 / 7    |
| Cambeses                  |                  | Partido Socialista       | 47,34 / 100,00 | 4 / 7    |
| Ceivães e Badim           |                  | Partido Socialista       | 41,29 / 100,00 | 3 / 7    |
| Lara                      |                  | Partido Social Democrata | 57,21 / 100,00 | 4 / 7    |
| Longos Vales              |                  | Partido Social Democrata | 41,63 / 100,00 | 4 / 9    |
| Mazedo e Cortes           |                  | Partido Socialista       | 48,23 / 100,00 | 5 / 9    |
| Merufe                    |                  | Grupo de Cidadãos        | 68,37 / 100,00 | 9 / 9    |
| Messegães, Valadares e Sá |                  | Grupo de Cidadãos        | 38,97 / 100,00 | 3 / 7    |
| Monção e Troviscoso       |                  | Partido Socialista       | 44,79 / 100,00 | 5 / 9    |
| Moreira                   |                  | Grupo de Cidadãos        | 56,73 / 100,00 | 4 / 7    |
| Pias                      |                  | Grupo de Cidadãos        | 74,76 / 100,00 | 7 / 7    |
| Pinheiros                 |                  | Grupo de Cidadãos        | 54,29 / 100,00 | 4 / 7    |
| Podame                    |                  | Partido Social Democrata | 50,37 / 100,00 | 4 / 7    |
| Portela                   |                  | Partido Social Democrata | 55,37 / 100,00 | 4 / 7    |
| Riba de Mouro             |                  | Partido Social Democrata | 47,65 / 100,00 | 5 / 9    |
| Sago, Lordelo e Parada    |                  | Partido Socialista       | 48,55 / 100,00 | 4 / 7    |
| Segude                    |                  | Partido Socialista       | 55,13 / 100,00 | 4 / 7    |
| Tangil                    |                  | Partido Social Democrata | 34,62 / 100,00 | 2 / 7    |
| Troporiz e Lapela         |                  | Partido Socialista       | 54,79 / 100,00 | 4 / 7    |
| Trute                     |                  | Partido Socialista       | 66,27 / 100,00 | 7 / 7    |

### Paredes de Coura

#### Câmara Municipal
| Partido                 | Partido                        | Votos | %               | +/-  | Vereadores | +/-     |
| ----------------------- | ------------------------------ | ----- | --------------- | ---- | ---------- | ------- |
|                         | Partido Socialista             | 3 379 | 53,40 / 100,00  | 2,23 | 3 / 5      | Estável |
|                         | Partido Social Democrata       | 2 308 | 36,47 / 100,00  | 0,17 | 2 / 5      | Estável |
|                         | Coligação Democrática Unitária | 272   | 4,30 / 100,00   | 0,57 | 0 / 5      | Estável |
|                         | CDS – Partido Popular          | 131   | 2,07 / 100,00   | -    | 0 / 5      | -       |
| Votos Inválidos         | Votos Inválidos                | 238   | 3,76 / 100,00   | 0,57 |            |         |
| Total                   | Total                          | 6 328 | 100,00 / 100,00 |      | 5 / 5      |         |
| Eleitorado/Participação | Eleitorado/Participação        | 9 652 | 65,56 / 100,00  | 1,16 |            |         |

| Freguesia                  | %     | %     | %    | %    | Votantes |
| Freguesia                  | PS    | PSD   | CDU  | CDS  | Votantes |
| -------------------------- | ----- | ----- | ---- | ---- | -------- |
| Agualonga                  | 59,57 | 37,83 | 0,87 | 0    | 230      |
| Bico e Cristelo            | 52,28 | 37,82 | 4,16 | 1,58 | 505      |
| Castanheira                | 56,24 | 36,94 | 1,88 | 2,59 | 425      |
| Cossourado e Linhares      | 43,09 | 49,08 | 3,23 | 1,84 | 434      |
| Coura                      | 37,14 | 56,43 | 0,71 | 1,07 | 280      |
| Cunha                      | 56,68 | 35,31 | 2,37 | 1,78 | 337      |
| Formariz e Ferreira        | 56,80 | 29,90 | 7,87 | 1,57 | 699      |
| Infesta                    | 34,51 | 59,15 | 2,11 | 1,06 | 284      |
| Insalde e Porreiras        | 56,06 | 32,12 | 2,73 | 4,24 | 330      |
| Mozelos                    | 68,92 | 23,51 | 1,99 | 1,59 | 251      |
| Padornelo                  | 58,07 | 32,92 | 3,42 | 2,80 | 322      |
| Parada                     | 48,91 | 34,06 | 6,11 | 5,68 | 229      |
| Paredes de Coura e Resende | 61,81 | 27,26 | 5,31 | 1,82 | 1 262    |
| Romarigães                 | 59,47 | 34,74 | 2,11 | 1,58 | 190      |
| Rubiães                    | 36,68 | 46,44 | 9,50 | 1,85 | 379      |
| Vascões                    | 42,69 | 41,52 | 5,85 | 4,68 | 171      |
| Paredes de Coura           | 53,40 | 36,47 | 4,30 | 2,07 | 6 328    |

#### Assembleia Municipal
| Partido                 | Partido                        | Votos | %               | +/-  | Mandatos | +/-     |
| ----------------------- | ------------------------------ | ----- | --------------- | ---- | -------- | ------- |
|                         | Partido Socialista             | 2 793 | 44,15 / 100,00  | 6,83 | 8 / 17   | 4       |
|                         | Partido Social Democrata       | 2 199 | 34,76 / 100,00  | 1,26 | 7 / 17   | 1       |
|                         | Coligação Democrática Unitária | 875   | 13,83 / 100,00  | 4,16 | 2 / 17   | Estável |
|                         | CDS – Partido Popular          | 184   | 2,91 / 100,00   | -    | 0 / 17   | -       |
| Votos Inválidos         | Votos Inválidos                | 275   | 4,34 / 100,00   | 1,01 |          |         |
| Total                   | Total                          | 6 326 | 100,00 / 100,00 |      | 17 / 17  | 5       |
| Eleitorado/Participação | Eleitorado/Participação        | 9 652 | 65,54 / 100,00  | 1,18 |          |         |

| Freguesia                  | %     | %     | %     | %    | Votantes |
| Freguesia                  | PS    | PSD   | CDU   | CDS  | Votantes |
| -------------------------- | ----- | ----- | ----- | ---- | -------- |
| Agualonga                  | 50,43 | 29,57 | 15,22 | 2,17 | 230      |
| Bico e Cristelo            | 42,77 | 34,26 | 16,44 | 2,18 | 505      |
| Castanheira                | 46,59 | 38,12 | 8,47  | 2,59 | 425      |
| Cossourado e Linhares      | 35,80 | 46,19 | 13,63 | 2,08 | 433      |
| Coura                      | 35,36 | 57,50 | 1,43  | 1,79 | 280      |
| Cunha                      | 53,41 | 30,27 | 7,72  | 1,48 | 337      |
| Formariz e Ferreira        | 41,34 | 25,61 | 24,75 | 3,58 | 699      |
| Infesta                    | 25,70 | 64,44 | 3,87  | 1,76 | 284      |
| Insalde e Porreiras        | 47,58 | 29,09 | 13,64 | 4,85 | 330      |
| Mozelos                    | 55,78 | 30,68 | 7,17  | 2,39 | 251      |
| Padornelo                  | 51,86 | 33,54 | 8,07  | 3,73 | 322      |
| Parada                     | 40,17 | 34,93 | 11,79 | 8,30 | 229      |
| Paredes de Coura e Resende | 49,37 | 27,02 | 16,56 | 2,54 | 1 262    |
| Romarigães                 | 56,84 | 27,89 | 11,05 | 2,11 | 190      |
| Rubiães                    | 33,86 | 42,33 | 15,87 | 2,12 | 378      |
| Vascões                    | 30,41 | 32,75 | 24,56 | 6,43 | 171      |
| Paredes de Coura           | 44,15 | 34,76 | 13,83 | 2,91 | 6 326    |

#### Juntas de Freguesia
| Partido                 | Partido                        | Votos | %               | +/-  | Presidentes | Mandatos  | +/-     |
| ----------------------- | ------------------------------ | ----- | --------------- | ---- | ----------- | --------- | ------- |
|                         | Partido Socialista             | 3 116 | 49,24 / 100,00  | 7,47 | 10 / 16     | 61 / 116  | 29      |
|                         | Partido Social Democrata       | 2 622 | 41,43 / 100,00  | 6,04 | 6 / 16      | 50 / 116  | Estável |
|                         | Coligação Democrática Unitária | 261   | 4,12 / 100,00   | 0,10 | 0 / 16      | 3 / 116   | 1       |
|                         | CDS – Partido Popular          | 56    | 0,88 / 100,00   | -    | 0 / 16      | 2 / 116   | -       |
| Votos Inválidos         | Votos Inválidos                | 273   | 4,31 / 100,00   | 0,43 |             |           |         |
| Total                   | Total                          | 6 328 | 100,00 / 100,00 |      | 16 / 16     | 116 / 116 | 26      |
| Eleitorado/Participação | Eleitorado/Participação        | 9 652 | 65,56 / 100,00  | 1,31 |             |           |         |

| Freguesia                  | Partido Vencedor | Partido Vencedor         | %              | Mandatos |
| -------------------------- | ---------------- | ------------------------ | -------------- | -------- |
| Agualonga                  |                  | Partido Socialista       | 70,43 / 100,00 | 5 / 7    |
| Bico e Cristelo            |                  | Partido Socialista       | 52,48 / 100,00 | 4 / 7    |
| Castanheira                |                  | Partido Socialista       | 52,47 / 100,00 | 4 / 7    |
| Cossourado e Linhares      |                  | Partido Social Democrata | 52,53 / 100,00 | 4 / 7    |
| Coura                      |                  | Partido Social Democrata | 56,79 / 100,00 | 4 / 7    |
| Cunha                      |                  | Partido Socialista       | 66,17 / 100,00 | 5 / 7    |
| Formariz e Ferreira        |                  | Partido Socialista       | 57,08 / 100,00 | 5 / 9    |
| Infesta                    |                  | Partido Social Democrata | 64,08 / 100,00 | 5 / 7    |
| Insalde e Porreiras        |                  | Partido Socialista       | 63,33 / 100,00 | 5 / 7    |
| Mozelos                    |                  | Partido Socialista       | 55,78 / 100,00 | 4 / 7    |
| Padornelo                  |                  | Partido Socialista       | 56,83 / 100,00 | 4 / 7    |
| Parada                     |                  | Partido Social Democrata | 37,99 / 100,00 | 3 / 7    |
| Paredes de Coura e Resende |                  | Partido Social Democrata | 44,29 / 100,00 | 4 / 9    |
| Romarigães                 |                  | Partido Socialista       | 62,11 / 100,00 | 5 / 7    |
| Rubiães                    |                  | Partido Social Democrata | 46,70 / 100,00 | 4 / 7    |
| Vascões                    |                  | Partido Socialista       | 54,39 / 100,00 | 4 / 7    |

### Ponte da Barca

#### Câmara Municipal
| Partido                 | Partido                          | Votos  | %               | +/-   | Vereadores | +/-     |
| ----------------------- | -------------------------------- | ------ | --------------- | ----- | ---------- | ------- |
|                         | Partido Socialista               | 4 591  | 53,06 / 100,00  | 2,34  | 4 / 7      | Estável |
|                         | Partido Social Democrata         | 2 148  | 24,82 / 100,00  | 21,27 | 2 / 7      | 1       |
|                         | Movimento de Cidadãos Barquenses | 1 438  | 16,62 / 100,00  | Novo  | 1 / 7      | Novo    |
|                         | Coligação Democrática Unitária   | 132    | 1,53 / 100,00   | 0,27  | 0 / 7      | Estável |
| Votos Inválidos         | Votos Inválidos                  | 344    | 3,98 / 100,00   | 1,04  |            |         |
| Total                   | Total                            | 8 653  | 100,00 / 100,00 |       | 7 / 7      |         |
| Eleitorado/Participação | Eleitorado/Participação          | 14 497 | 59,69 / 100,00  | 6,65  |            |         |

| Freguesia                                              | %     | %     | %     | %    | Votantes |
| Freguesia                                              | PS    | PSD   | MCB   | CDU  | Votantes |
| ------------------------------------------------------ | ----- | ----- | ----- | ---- | -------- |
| Azias                                                  | 64,59 | 25,29 | 5,84  | 0,78 | 257      |
| Boivães                                                | 56,73 | 14,29 | 26,12 | 0,41 | 245      |
| Bravães                                                | 52,72 | 25,77 | 13,95 | 1,65 | 423      |
| Britelo                                                | 55,44 | 20,73 | 18,39 | 2,33 | 386      |
| Crasto, Ruivos e Grovelas                              | 50,64 | 32,20 | 13,05 | 1,28 | 705      |
| Cuide de Vila Verde                                    | 41,13 | 27,71 | 22,51 | 0,43 | 231      |
| Entre Ambos-os-Rios, Ermida e Germil                   | 68,33 | 19,46 | 6,11  | 2,49 | 442      |
| Lavradas                                               | 43,84 | 42,55 | 10,17 | 0,72 | 698      |
| Lindoso                                                | 50,14 | 11,08 | 32,69 | 0,83 | 361      |
| Nogueira                                               | 47,59 | 37,65 | 9,64  | 1,51 | 332      |
| Oleiros                                                | 55,95 | 24,30 | 12,15 | 1,77 | 395      |
| Ponte da Barca, V.N. de Muía e Paço Vedro de Magalhães | 53,10 | 19,25 | 21,04 | 1,98 | 2 680    |
| Sampriz                                                | 55,87 | 28,47 | 10,68 | 2,14 | 281      |
| Touvedo                                                | 48,04 | 25,68 | 20,54 | 1,81 | 331      |
| Vade (São Pedro)                                       | 55,00 | 37,73 | 6,36  | 0    | 220      |
| Vade (São Tomé)                                        | 50,49 | 35,78 | 6,86  | 1,96 | 204      |
| Vila Chã                                               | 57,58 | 18,83 | 21,43 | 0,65 | 462      |
| Ponte da Barca                                         | 53,06 | 24,82 | 16,62 | 1,53 | 8 653    |

#### Assembleia Municipal
| Partido                 | Partido                          | Votos  | %               | +/-   | Mandatos | +/-     |
| ----------------------- | -------------------------------- | ------ | --------------- | ----- | -------- | ------- |
|                         | Partido Socialista               | 4 196  | 48,49 / 100,00  | 0,45  | 11 / 21  | 2       |
|                         | Partido Social Democrata         | 2 285  | 26,41 / 100,00  | 18,03 | 6 / 21   | 6       |
|                         | Movimento de Cidadãos Barquenses | 1 409  | 16,28 / 100,00  | Novo  | 3 / 21   | Novo    |
|                         | Coligação Democrática Unitária   | 414    | 4,78 / 100,00   | 0,54  | 1 / 21   | Estável |
| Votos Inválidos         | Votos Inválidos                  | 349    | 4,03 / 100,00   | 1,83  |          |         |
| Total                   | Total                            | 8 653  | 100,00 / 100,00 |       | 21 / 21  | 5       |
| Eleitorado/Participação | Eleitorado/Participação          | 14 497 | 59,69 / 100,00  | 6,65  |          |         |

| Freguesia                                              | %     | %     | %     | %     | Votantes |
| Freguesia                                              | PS    | PSD   | MCB   | CDU   | Votantes |
| ------------------------------------------------------ | ----- | ----- | ----- | ----- | -------- |
| Azias                                                  | 65,37 | 24,12 | 5,06  | 1,17  | 257      |
| Boivães                                                | 52,65 | 15,10 | 29,39 | 0,41  | 245      |
| Bravães                                                | 50,12 | 22,46 | 18,91 | 2,84  | 423      |
| Britelo                                                | 52,59 | 21,50 | 17,36 | 5,18  | 386      |
| Crasto, Ruivos e Grovelas                              | 47,23 | 36,03 | 11,77 | 1,56  | 705      |
| Cuide de Vila Verde                                    | 36,36 | 29,44 | 24,24 | 3,46  | 231      |
| Entre Ambos-os-Rios, Ermida e Germil                   | 66,74 | 18,55 | 5,20  | 6,56  | 442      |
| Lavradas                                               | 39,26 | 46,42 | 10,03 | 1,58  | 698      |
| Lindoso                                                | 50,14 | 33,24 | 9,97  | 1,11  | 361      |
| Nogueira                                               | 41,57 | 40,66 | 10,24 | 3,31  | 332      |
| Oleiros                                                | 50,13 | 25,06 | 14,18 | 5,82  | 395      |
| Ponte da Barca, V.N. de Muía e Paço Vedro de Magalhães | 45,82 | 20,71 | 20,45 | 8,51  | 2 680    |
| Sampriz                                                | 47,33 | 29,89 | 8,19  | 11,39 | 281      |
| Touvedo                                                | 44,11 | 33,23 | 15,41 | 2,42  | 331      |
| Vade (São Pedro)                                       | 51,36 | 42,27 | 5,45  | 0     | 220      |
| Vade (São Tomé)                                        | 46,08 | 37,25 | 7,84  | 3,92  | 204      |
| Vila Chã                                               | 57,79 | 19,91 | 18,40 | 1,08  | 462      |
| Ponte da Barca                                         | 48,49 | 26,41 | 16,28 | 4,78  | 8 653    |

#### Juntas de Freguesia
| Partido                 | Partido                        | Votos  | %               | +/-   | Presidentes | Mandatos  | +/-     |
| ----------------------- | ------------------------------ | ------ | --------------- | ----- | ----------- | --------- | ------- |
|                         | Partido Socialista             | 4 238  | 48,98 / 100,00  | 1,05  | 9 / 17      | 65 / 125  | 20      |
|                         | Partido Social Democrata       | 2 749  | 31,77 / 100,00  | 12,49 | 5 / 17      | 40 / 125  | 37      |
|                         | Grupo de Cidadãos              | 1 228  | 14,19 / 100,00  | 11,23 | 3 / 17      | 20 / 127  | 15      |
|                         | Coligação Democrática Unitária | 64     | 0,74 / 100,00   | 0,19  | 0 / 17      | 0 / 125   | Estável |
| Votos Inválidos         | Votos Inválidos                | 374    | 4,33 / 100,00   | 2,14  |             |           |         |
| Total                   | Total                          | 8 653  | 100,00 / 100,00 |       | 17 / 17     | 125 / 125 | 42      |
| Eleitorado/Participação | Eleitorado/Participação        | 14 497 | 59,69 / 100,00  | 6,99  |             |           |         |

| Freguesia                                              | Partido Vencedor | Partido Vencedor         | %              | Mandatos |
| ------------------------------------------------------ | ---------------- | ------------------------ | -------------- | -------- |
| Azias                                                  |                  | Partido Socialista       | 72,76 / 100,00 | 6 / 7    |
| Boivães                                                |                  | Grupo de Cidadãos        | 52,65 / 100,00 | 4 / 7    |
| Bravães                                                |                  | Partido Socialista       | 66,43 / 100,00 | 6 / 7    |
| Britelo                                                |                  | Partido Socialista       | 53,11 / 100,00 | 4 / 7    |
| Crasto, Ruivos e Grovelas                              |                  | Partido Social Democrata | 54,61 / 100,00 | 5 / 9    |
| Cuide de Vila Verde                                    |                  | Grupo de Cidadãos        | 78,79 / 100,00 | 7 / 7    |
| Entre Ambos-os-Rios, Ermida e Germil                   |                  | Partido Socialista       | 78,28 / 100,00 | 6 / 7    |
| Lavradas                                               |                  | Partido Social Democrata | 55,01 / 100,00 | 5 / 9    |
| Lindoso                                                |                  | Partido Socialista       | 67,87 / 100,00 | 5 / 7    |
| Nogueira                                               |                  | Partido Social Democrata | 53,92 / 100,00 | 4 / 7    |
| Oleiros                                                |                  | Grupo de Cidadãos        | 58,99 / 100,00 | 4 / 7    |
| Ponte da Barca, V.N. de Muía e Paço Vedro de Magalhães |                  | Partido Socialista       | 51,27 / 100,00 | 6 / 9    |
| Sampriz                                                |                  | Partido Socialista       | 55,52 / 100,00 | 4 / 7    |
| Touvedo                                                |                  | Partido Social Democrata | 61,33 / 100,00 | 5 / 7    |
| Vade (São Pedro)                                       |                  | Partido Social Democrata | 54,55 / 100,00 | 4 / 7    |
| Vade (São Tomé)                                        |                  | Partido Socialista       | 51,47 / 100,00 | 4 / 7    |
| Vila Chã                                               |                  | Partido Socialista       | 60,61 / 100,00 | 5 / 7    |

### Ponte de Lima

#### Câmara Municipal
| Partido                 | Partido                        | Votos  | %               | +/-  | Vereadores | +/-     |
| ----------------------- | ------------------------------ | ------ | --------------- | ---- | ---------- | ------- |
|                         | CDS – Partido Popular          | 14 982 | 54,30 / 100,00  | 9,96 | 5 / 7      | 1       |
|                         | Partido Social Democrata       | 4 374  | 15,85 / 100,00  | 3,81 | 1 / 7      | Estável |
|                         | Movimento 51                   | 3 325  | 12,05 / 100,00  | Novo | 1 / 7      | Novo    |
|                         | Partido Socialista             | 2 560  | 9,28 / 100,00   | 1,01 | 0 / 7      | Estável |
|                         | Coligação Democrática Unitária | 1 035  | 3,75 / 100,00   | 0,87 | 0 / 7      | Estável |
| Votos Inválidos         | Votos Inválidos                | 1 315  | 4,76 / 100,00   | 1,86 |            |         |
| Total                   | Total                          | 27 591 | 100,00 / 100,00 |      | 7 / 7      |         |
| Eleitorado/Participação | Eleitorado/Participação        | 43 131 | 63,97 / 100,00  | 3,28 |            |         |

| Freguesia                         | %     | %     | %     | %     | %     | Votantes |
| Freguesia                         | CDS   | PSD   | M51   | PS    | CDU   | Votantes |
| --------------------------------- | ----- | ----- | ----- | ----- | ----- | -------- |
| Anais                             | 51,25 | 10,31 | 29,53 | 4,46  | 1,25  | 718      |
| Arca e Ponte de Lima              | 31,83 | 19,03 | 14,51 | 17,27 | 10,99 | 2 102    |
| Arcozelo                          | 46,56 | 13,99 | 6,44  | 17,54 | 10,70 | 2 281    |
| Ardegão, Freixo e Mato            | 56,30 | 19,34 | 14,77 | 3,80  | 1,90  | 1 158    |
| A.F. Vale do Neiva                | 67,37 | 6,89  | 18,00 | 1,69  | 1,13  | 711      |
| Bárrio e Cepões                   | 49,77 | 15,27 | 10,38 | 18,02 | 1,98  | 655      |
| Beiral do Lima                    | 57,29 | 16,58 | 16,83 | 4,52  | 1,51  | 398      |
| Bertiandos                        | 49,43 | 42,24 | 2,30  | 0,57  | 1,44  | 348      |
| Boalhosa                          | 91,96 | 1,79  | 5,36  | 0     | 0     | 112      |
| Brandara                          | 68,02 | 9,72  | 7,69  | 7,29  | 2,83  | 247      |
| Cabaços e Fojo Lobal              | 68,15 | 16,62 | 9,23  | 2,00  | 0,46  | 650      |
| Cabração e Moreira do Lima        | 70,05 | 11,08 | 7,92  | 5,01  | 2,51  | 758      |
| Calheiros                         | 55,67 | 15,36 | 8,90  | 8,55  | 5,76  | 573      |
| Calvelo                           | 61,07 | 7,16  | 7,61  | 16,55 | 1,34  | 447      |
| Correlhã                          | 53,39 | 25,17 | 5,88  | 8,34  | 2,83  | 1 871    |
| Estorãos                          | 57,24 | 11,78 | 10,10 | 9,09  | 3,03  | 297      |
| Facha                             | 52,80 | 23,86 | 5,28  | 4,65  | 6,97  | 947      |
| Feitosa                           | 51,56 | 10,67 | 13,48 | 14,96 | 5,04  | 675      |
| Fontão                            | 65,33 | 12,41 | 7,91  | 7,79  | 1,22  | 822      |
| Fornelos e Queijada               | 65,60 | 15,25 | 5,78  | 5,98  | 1,40  | 1 003    |
| Friastelas                        | 62,93 | 5,46  | 21,26 | 6,32  | 1,44  | 348      |
| Gandra                            | 55,47 | 15,47 | 15,47 | 7,92  | 1,89  | 795      |
| Gemieira                          | 54,66 | 4,90  | 26,47 | 4,90  | 2,70  | 408      |
| Gondufe                           | 76,90 | 10,44 | 6,01  | 4,11  | 1,27  | 316      |
| Labruja                           | 57,30 | 11,24 | 25,00 | 1,69  | 0,84  | 356      |
| Labrujó, Rendufe e Vilar do Monte | 53,85 | 12,96 | 18,22 | 6,48  | 1,62  | 247      |
| Navió e Vitorino dos Piães        | 48,39 | 7,60  | 27,64 | 10,47 | 0,89  | 1 118    |
| Poiares                           | 55,43 | 24,19 | 13,14 | 2,67  | 0,57  | 525      |
| Rebordões (Santa Maria)           | 65,87 | 9,23  | 11,47 | 7,83  | 1,68  | 715      |
| Rebordões (Souto)                 | 51,86 | 23,89 | 14,31 | 3,43  | 1,79  | 671      |
| Refoios do Lima                   | 49,49 | 27,28 | 5,49  | 10,30 | 1,94  | 1 184    |
| Ribeira                           | 51,79 | 11,07 | 6,19  | 20,28 | 6,03  | 1 228    |
| Sá                                | 64,26 | 8,66  | 20,22 | 4,33  | 0,36  | 277      |
| Santa Comba                       | 62,22 | 8,40  | 10,86 | 12,84 | 1,98  | 405      |
| Santa Cruz do Lima                | 51,47 | 11,47 | 19,41 | 8,24  | 2,35  | 340      |
| São Pedro d'Arcos                 | 63,59 | 11,52 | 9,22  | 7,14  | 2,07  | 434      |
| Seara                             | 52,22 | 31,71 | 6,55  | 4,86  | 2,11  | 473      |
| Serdedelo                         | 59,06 | 15,75 | 9,84  | 7,48  | 3,94  | 254      |
| Vitorino das Donas                | 50,14 | 19,75 | 16,71 | 5,66  | 2,90  | 724      |
| Ponte de Lima                     | 54,30 | 15,85 | 12,05 | 9,28  | 3,75  | 27 591   |

#### Assembleia Municipal
| Partido                 | Partido                        | Votos  | %               | +/-   | Mandatos | +/-  |
| ----------------------- | ------------------------------ | ------ | --------------- | ----- | -------- | ---- |
|                         | CDS – Partido Popular          | 13 457 | 48,78 / 100,00  | 12,07 | 22 / 40  | 11   |
|                         | Partido Social Democrata       | 4 997  | 18,11 / 100,00  | 2,61  | 8 / 40   | 3    |
|                         | Movimento 51                   | 3 491  | 12,65 / 100,00  | Novo  | 5 / 40   | Novo |
|                         | Partido Socialista             | 2 937  | 10,65 / 100,00  | 0,72  | 4 / 40   | 2    |
|                         | Coligação Democrática Unitária | 1 180  | 4,28 / 100,00   | 0,45  | 1 / 40   | 1    |
| Votos Inválidos         | Votos Inválidos                | 1 527  | 5,53 / 100,00   | 2,30  |          |      |
| Total                   | Total                          | 27 589 | 100,00 / 100,00 |       | 40 / 40  | 12   |
| Eleitorado/Participação | Eleitorado/Participação        | 43 131 | 63,97 / 100,00  | 3,29  |          |      |

| Freguesia                         | %     | %     | %     | %     | %     | Votantes |
| Freguesia                         | CDS   | PSD   | M51   | PS    | CDU   | Votantes |
| --------------------------------- | ----- | ----- | ----- | ----- | ----- | -------- |
| Anais                             | 49,03 | 10,72 | 32,03 | 3,90  | 1,39  | 718      |
| Arca e Ponte de Lima              | 21,50 | 22,88 | 15,60 | 19,27 | 12,56 | 2 102    |
| Arcozelo                          | 34,41 | 19,29 | 6,93  | 20,17 | 13,11 | 2 281    |
| Ardegão, Freixo e Mato            | 51,12 | 22,06 | 15,05 | 4,50  | 2,25  | 1 156    |
| A.F. Vale do Neiva                | 64,84 | 8,16  | 19,41 | 2,11  | 0,42  | 711      |
| Bárrio e Cepões                   | 45,04 | 16,79 | 11,15 | 20,31 | 1,98  | 655      |
| Beiral do Lima                    | 54,66 | 16,88 | 17,13 | 4,79  | 2,52  | 397      |
| Bertiandos                        | 48,85 | 41,38 | 2,01  | 1,15  | 2,01  | 348      |
| Boalhosa                          | 91,96 | 2,68  | 5,36  | 0     | 0     | 112      |
| Brandara                          | 60,32 | 12,55 | 9,72  | 8,50  | 3,24  | 247      |
| Cabaços e Fojo Lobal              | 66,46 | 10,62 | 17,54 | 2,31  | 0,31  | 650      |
| Cabração e Moreira do Lima        | 66,75 | 12,27 | 9,10  | 5,67  | 2,51  | 758      |
| Calheiros                         | 47,12 | 19,55 | 9,42  | 10,82 | 7,16  | 573      |
| Calvelo                           | 56,03 | 8,04  | 9,38  | 18,08 | 1,34  | 448      |
| Correlhã                          | 47,68 | 28,49 | 6,68  | 8,77  | 3,42  | 1 871    |
| Estorãos                          | 55,56 | 12,12 | 10,77 | 10,44 | 3,37  | 297      |
| Facha                             | 49,10 | 25,24 | 6,76  | 5,07  | 6,34  | 947      |
| Feitosa                           | 46,96 | 13,33 | 12,15 | 14,81 | 6,22  | 675      |
| Fontão                            | 64,60 | 13,75 | 8,15  | 7,06  | 1,09  | 822      |
| Fornelos e Queijada               | 59,32 | 17,65 | 6,38  | 6,48  | 1,99  | 1 003    |
| Friastelas                        | 62,36 | 6,90  | 20,69 | 6,61  | 0,86  | 348      |
| Gandra                            | 55,35 | 15,72 | 14,84 | 7,67  | 1,89  | 795      |
| Gemieira                          | 49,26 | 6,62  | 29,66 | 5,64  | 2,94  | 408      |
| Gondufe                           | 78,55 | 9,78  | 5,68  | 3,79  | 0,63  | 317      |
| Labruja                           | 54,49 | 12,64 | 25,84 | 1,69  | 0,56  | 356      |
| Labrujó, Rendufe e Vilar do Monte | 53,44 | 12,15 | 20,65 | 8,10  | 1,21  | 247      |
| Navió e Vitorino dos Piães        | 48,21 | 8,77  | 24,15 | 11,81 | 0,98  | 1 118    |
| Poiares                           | 51,81 | 27,43 | 13,52 | 1,71  | 0,57  | 525      |
| Rebordões (Santa Maria)           | 61,82 | 10,91 | 12,45 | 7,69  | 1,96  | 715      |
| Rebordões (Souto)                 | 45,01 | 28,32 | 15,35 | 4,47  | 1,64  | 671      |
| Refoios do Lima                   | 46,03 | 29,48 | 6,17  | 10,47 | 2,53  | 1 184    |
| Ribeira                           | 33,36 | 12,56 | 7,83  | 33,20 | 6,77  | 1 226    |
| Sá                                | 57,76 | 9,75  | 23,47 | 5,05  | 1,08  | 277      |
| Santa Comba                       | 55,67 | 5,17  | 9,85  | 18,23 | 3,69  | 406      |
| Santa Cruz do Lima                | 51,18 | 14,12 | 18,53 | 7,94  | 2,94  | 340      |
| São Pedro d'Arcos                 | 60,14 | 14,29 | 9,45  | 6,68  | 2,30  | 434      |
| Seara                             | 47,36 | 36,58 | 5,29  | 6,55  | 1,90  | 473      |
| Serdedelo                         | 53,15 | 20,87 | 12,60 | 6,69  | 2,76  | 254      |
| Vitorino das Donas                | 46,41 | 21,27 | 18,23 | 5,39  | 3,31  | 724      |
| Ponte de Lima                     | 48,78 | 18,11 | 12,65 | 10,65 | 4,28  | 27 589   |

#### Juntas de Freguesia
| Partido                 | Partido                        | Votos  | %               | +/-   | Presidentes | Mandatos  | +/- |
| ----------------------- | ------------------------------ | ------ | --------------- | ----- | ----------- | --------- | --- |
|                         | Grupo de Cidadãos              | 12 152 | 44,04 / 100,00  | 18,51 | 17 / 39     | 150 / 309 | 57  |
|                         | CDS – Partido Popular          | 5 898  | 21,38 / 100,00  | 8,43  | 17 / 39     | 97 / 309  | 60  |
|                         | Partido Social Democrata       | 4 305  | 15,60 / 100,00  | 10,77 | 4 / 39      | 39 / 309  | 50  |
|                         | Partido Socialista             | 2 511  | 9,10 / 100,00   | 1,08  | 1 / 39      | 18 / 309  | 6   |
|                         | Coligação Democrática Unitária | 1 033  | 3,74 / 100,00   | 1,52  | 0 / 39      | 5 / 309   | 4   |
| Votos Inválidos         | Votos Inválidos                | 1 692  | 6,13 / 100,00   | 0,24  |             |           |     |
| Total                   | Total                          | 27 591 | 100,00 / 100,00 |       | 39 / 39     | 309 / 309 | 55  |
| Eleitorado/Participação | Eleitorado/Participação        | 43 131 | 63,97 / 100,00  | 3,35  |             |           |     |

| Freguesia                         | Partido Vencedor | Partido Vencedor         | %              | Mandatos |
| --------------------------------- | ---------------- | ------------------------ | -------------- | -------- |
| Anais                             |                  | Grupo de Cidadãos        | 52,51 / 100,00 | 5 / 9    |
| Arca e Ponte de Lima              |                  | Partido Social Democrata | 40,15 / 100,00 | 5 / 9    |
| Arcozelo                          |                  | Grupo de Cidadãos        | 38,10 / 100,00 | 4 / 9    |
| Ardegão, Freixo e Mato            |                  | CDS – Partido Popular    | 47,71 / 100,00 | 5 / 9    |
| A.F. Vale do Neiva                |                  | CDS – Partido Popular    | 66,81 / 100,00 | 7 / 9    |
| Bárrio e Cepões                   |                  | Partido Socialista       | 37,56 / 100,00 | 3 / 7    |
| Beiral do Lima                    |                  | Grupo de Cidadãos        | 74,19 / 100,00 | 7 / 7    |
| Bertiandos                        |                  | Grupo de Cidadãos        | 52,87 / 100,00 | 4 / 7    |
| Boalhosa                          |                  | CDS – Partido Popular    | 94,64 / 100,00 | 7 / 7    |
| Brandara                          |                  | CDS – Partido Popular    | 77,73 / 100,00 | 7 / 7    |
| Cabaços e Fojo Lobal              |                  | CDS – Partido Popular    | 51,38 / 100,00 | 5 / 9    |
| Cabração e Moreira do Lima        |                  | Grupo de Cidadãos        | 56,60 / 100,00 | 5 / 9    |
| Calheiros                         |                  | Grupo de Cidadãos        | 65,79 / 100,00 | 5 / 7    |
| Calvelo                           |                  | CDS – Partido Popular    | 59,96 / 100,00 | 5 / 7    |
| Correlhã                          |                  | Partido Social Democrata | 44,25 / 100,00 | 5 / 9    |
| Estorãos                          |                  | CDS – Partido Popular    | 57,24 / 100,00 | 4 / 7    |
| Facha                             |                  | Grupo de Cidadãos        | 52,80 / 100,00 | 5 / 9    |
| Feitosa                           |                  | CDS – Partido Popular    | 60,44 / 100,00 | 6 / 9    |
| Fontão                            |                  | CDS – Partido Popular    | 53,89 / 100,00 | 5 / 9    |
| Fornelos e Queijada               |                  | Grupo de Cidadãos        | 74,58 / 100,00 | 9 / 9    |
| Friastelas                        |                  | Grupo de Cidadãos        | 66,09 / 100,00 | 5 / 7    |
| Gandra                            |                  | Grupo de Cidadãos        | 58,24 / 100,00 | 6 / 9    |
| Gemieira                          |                  | Grupo de Cidadãos        | 47,79 / 100,00 | 4 / 7    |
| Gondufe                           |                  | CDS – Partido Popular    | 62,15 / 100,00 | 5 / 7    |
| Labruja                           |                  | CDS – Partido Popular    | 60,96 / 100,00 | 5 / 7    |
| Labrujó, Rendufe e Vilar do Monte |                  | Grupo de Cidadãos        | 76,11 / 100,00 | 7 / 7    |
| Navió e Vitorino dos Piães        |                  | Grupo de Cidadãos        | 48,93 / 100,00 | 5 / 9    |
| Poiares                           |                  | CDS – Partido Popular    | 47,24 / 100,00 | 4 / 7    |
| Rebordões (Santa Maria)           |                  | CDS – Partido Popular    | 51,33 / 100,00 | 5 / 9    |
| Rebordões (Souto)                 |                  | Partido Social Democrata | 46,35 / 100,00 | 5 / 9    |
| Refoios do Lima                   |                  | CDS – Partido Popular    | 48,40 / 100,00 | 5 / 9    |
| Ribeira                           |                  | Grupo de Cidadãos        | 58,91 / 100,00 | 6 / 9    |
| Sá                                |                  | CDS – Partido Popular    | 59,57 / 100,00 | 4 / 7    |
| Santa Comba                       |                  | CDS – Partido Popular    | 62,22 / 100,00 | 5 / 7    |
| Santa Cruz do Lima                |                  | Grupo de Cidadãos        | 55,59 / 100,00 | 4 / 7    |
| São Pedro d'Arcos                 |                  | CDS – Partido Popular    | 53,46 / 100,00 | 4 / 7    |
| Seara                             |                  | Partido Social Democrata | 60,89 / 100,00 | 4 / 7    |
| Serdedelo                         |                  | Grupo de Cidadãos        | 90,94 / 100,00 | 7 / 7    |
| Vitorino das Donas                |                  | Grupo de Cidadãos        | 44,06 / 100,00 | 3 / 7    |

### Valença

#### Câmara Municipal
| Partido                 | Partido                        | Votos  | %               | +/-   | Vereadores | +/-     |
| ----------------------- | ------------------------------ | ------ | --------------- | ----- | ---------- | ------- |
|                         | Partido Social Democrata       | 4 871  | 58,11 / 100,00  | 14,23 | 5 / 7      | 1       |
|                         | Partido Socialista             | 2 823  | 33,79 / 100,00  | 7,21  | 2 / 7      | 1       |
|                         | Coligação Democrática Unitária | 339    | 4,04 / 100,00   | 0,79  | 0 / 7      | Estável |
| Votos Inválidos         | Votos Inválidos                | 340    | 4,06 / 100,00   | 1,33  |            |         |
| Total                   | Total                          | 8 382  | 100,00 / 100,00 |       | 7 / 7      |         |
| Eleitorado/Participação | Eleitorado/Participação        | 13 835 | 60,59 / 100,00  | 2,61  |            |         |

| Freguesia                     | %     | %     | %    | Votantes |
| Freguesia                     | PSD   | PS    | CDU  | Votantes |
| ----------------------------- | ----- | ----- | ---- | -------- |
| Boivão                        | 64,19 | 29,77 | 3,26 | 215      |
| Cerdal                        | 56,36 | 35,76 | 4,04 | 990      |
| Fontoura                      | 74,35 | 18,35 | 3,76 | 425      |
| Friestas                      | 40,58 | 46,64 | 7,62 | 446      |
| Gandra e Taião                | 58,60 | 34,62 | 3,05 | 884      |
| Ganfei                        | 62,53 | 30,89 | 3,29 | 790      |
| Gondomil e Sanfins            | 74,45 | 21,70 | 1,92 | 364      |
| São Julião e Silva            | 65,42 | 26,43 | 4,19 | 454      |
| São Pedro da Torre            | 53,92 | 37,78 | 3,51 | 855      |
| Valença, Cristelo Covo e Arão | 56,67 | 34,52 | 4,34 | 2 535    |
| Verdoejo                      | 47,88 | 42,69 | 5,42 | 424      |
| Valença                       | 58,11 | 33,79 | 4,04 | 8 382    |

#### Assembleia Municipal
| Partido                 | Partido                        | Votos  | %               | +/-   | Mandatos | +/-     |
| ----------------------- | ------------------------------ | ------ | --------------- | ----- | -------- | ------- |
|                         | Partido Social Democrata       | 4 628  | 55,21 / 100,00  | 11,78 | 12 / 21  | 2       |
|                         | Partido Socialista             | 2 880  | 34,36 / 100,00  | 3,94  | 8 / 21   | Estável |
|                         | Coligação Democrática Unitária | 472    | 5,63 / 100,00   | 0,78  | 1 / 21   | Estável |
| Votos Inválidos         | Votos Inválidos                | 402    | 4,80 / 100,00   | 1,66  |          |         |
| Total                   | Total                          | 8 382  | 100,00 / 100,00 |       | 21 / 21  |         |
| Eleitorado/Participação | Eleitorado/Participação        | 13 835 | 60,59 / 100,00  | 2,14  |          |         |

| Freguesia                     | %     | %     | %     | Votantes |
| Freguesia                     | PSD   | PS    | CDU   | Votantes |
| ----------------------------- | ----- | ----- | ----- | -------- |
| Boivão                        | 60,47 | 30,23 | 6,05  | 215      |
| Cerdal                        | 51,62 | 38,18 | 5,15  | 990      |
| Fontoura                      | 73,41 | 19,06 | 3,53  | 425      |
| Friestas                      | 34,98 | 43,95 | 14,35 | 446      |
| Gandra e Taião                | 55,54 | 34,62 | 4,98  | 884      |
| Ganfei                        | 60,68 | 31,61 | 4,42  | 791      |
| Gondomil e Sanfins            | 72,80 | 21,43 | 2,75  | 364      |
| São Julião e Silva            | 64,98 | 27,75 | 3,96  | 454      |
| São Pedro da Torre            | 52,51 | 37,78 | 3,74  | 855      |
| Valença, Cristelo Covo e Arão | 53,41 | 35,50 | 5,76  | 2 535    |
| Verdoejo                      | 43,74 | 41,84 | 10,40 | 423      |
| Valença                       | 55,21 | 34,36 | 5,63  | 8 382    |

#### Juntas de Freguesia
| Partido                 | Partido                        | Votos  | %               | +/-  | Presidentes | Mandatos | +/- |
| ----------------------- | ------------------------------ | ------ | --------------- | ---- | ----------- | -------- | --- |
|                         | Partido Social Democrata       | 3 157  | 37,66 / 100,00  | 1,09 | 6 / 11      | 37 / 87  | 13  |
|                         | Partido Socialista             | 3 079  | 36,73 / 100,00  | 3,09 | 2 / 11      | 32 / 87  | 9   |
|                         | Grupo de Cidadãos              | 1 628  | 19,42 / 100,00  | 1,20 | 3 / 11      | 18 / 87  | 8   |
|                         | Coligação Democrática Unitária | 112    | 1,34 / 100,00   | 2,35 | 0 / 11      | 0 / 87   | 4   |
| Votos Inválidos         | Votos Inválidos                | 406    | 4,84 / 100,00   | 1,66 |             |          |     |
| Total                   | Total                          | 8 382  | 100,00 / 100,00 |      | 11 / 11     | 87 / 87  | 35  |
| Eleitorado/Participação | Eleitorado/Participação        | 13 835 | 60,59 / 100,00  | 2,61 |             |          |     |

| Freguesia                     | Partido Vencedor | Partido Vencedor         | %              | Mandatos |
| ----------------------------- | ---------------- | ------------------------ | -------------- | -------- |
| Boivão                        |                  | Partido Social Democrata | 60,47 / 100,00 | 4 / 7    |
| Cerdal                        |                  | Grupo de Cidadãos        | 49,09 / 100,00 | 5 / 9    |
| Fontoura                      |                  | Partido Social Democrata | 75,76 / 100,00 | 6 / 7    |
| Friestas                      |                  | Partido Socialista       | 64,57 / 100,00 | 5 / 7    |
| Gandra e Taião                |                  | Grupo de Cidadãos        | 58,60 / 100,00 | 6 / 9    |
| Ganfei                        |                  | Partido Social Democrata | 70,16 / 100,00 | 7 / 9    |
| Gondomil e Sanfins            |                  | Partido Social Democrata | 71,98 / 100,00 | 6 / 7    |
| São Julião e Silva            |                  | Partido Social Democrata | 62,11 / 100,00 | 5 / 7    |
| São Pedro da Torre            |                  | Grupo de Cidadãos        | 55,91 / 100,00 | 5 / 9    |
| Valença, Cristelo Covo e Arão |                  | Partido Social Democrata | 56,17 / 100,00 | 6 / 9    |
| Verdoejo                      |                  | Partido Socialista       | 52,01 / 100,00 | 4 / 7    |

### Viana do Castelo

#### Câmara Municipal
| Partido                 | Partido                               | Votos  | %               | +/-  | Vereadores | +/-     |
| ----------------------- | ------------------------------------- | ------ | --------------- | ---- | ---------- | ------- |
|                         | Partido Socialista                    | 22 183 | 47,67 / 100,00  | 2,53 | 5 / 9      | Estável |
|                         | Partido Social Democrata              | 12 361 | 26,56 / 100,00  | -    | 3 / 9      | -       |
|                         | Coligação Democrática Unitária        | 4 919  | 10,57 / 100,00  | 3,96 | 1 / 9      | 1       |
|                         | CDS-MPT                               | 1 991  | 4,28 / 100,00   | -    | 0 / 9      | -       |
|                         | PCTP/MRPP                             | 744    | 1,60 / 100,00   | -    | 0 / 9      | -       |
|                         | Partido pelos Animais e pela Natureza | 650    | 1,40 / 100,00   | Novo | 0 / 9      | Novo    |
| Votos Inválidos         | Votos Inválidos                       | 3 691  | 7,93 / 100,00   | 4,61 |            |         |
| Total                   | Total                                 | 46 539 | 100,00 / 100,00 |      | 9 / 9      |         |
| Eleitorado/Participação | Eleitorado/Participação               | 87 336 | 53,29 / 100,00  | 5,80 |            |         |

| Freguesia                                | %     | %     | %     | %        | %    | %    | Votantes |
| Freguesia                                | PS    | PSD   | CDU   | CDS- MPT | PCTP | PAN  | Votantes |
| ---------------------------------------- | ----- | ----- | ----- | -------- | ---- | ---- | -------- |
| Afife                                    | 39,53 | 21,85 | 16,67 | 8,00     | 1,46 | 2,25 | 888      |
| Alvarães                                 | 57,65 | 30,48 | 2,70  | 2,02     | 0,74 | 0,74 | 1 483    |
| Amonde                                   | 24,75 | 54,46 | 7,92  | 3,96     | 1,98 | 0,50 | 202      |
| Anha                                     | 40,21 | 43,72 | 4,29  | 2,54     | 0,85 | 0,78 | 1 537    |
| Areosa                                   | 47,37 | 20,74 | 14,89 | 4,07     | 1,74 | 1,37 | 2 189    |
| Barroselas e Carvoeiro                   | 56,51 | 27,21 | 3,30  | 1,38     | 0,74 | 1,45 | 2 819    |
| Cardielos e Serreleis                    | 48,92 | 32,66 | 5,76  | 4,20     | 1,08 | 1,63 | 1 476    |
| Carreço                                  | 41,08 | 20,99 | 14,98 | 9,56     | 2,46 | 2,56 | 1 015    |
| Castelo do Neiva                         | 44,21 | 38,67 | 3,86  | 3,23     | 1,61 | 0,91 | 1 425    |
| Chafé                                    | 55,47 | 23,22 | 5,91  | 2,87     | 1,12 | 1,84 | 1 253    |
| Darque                                   | 45,86 | 19,21 | 20,34 | 2,85     | 2,52 | 1,65 | 3 092    |
| Freixieiro de Soutelo                    | 35,04 | 46,36 | 5,66  | 1,89     | 3,23 | 0,54 | 371      |
| Geraz do Lima e Deão                     | 51,46 | 29,90 | 2,43  | 4,41     | 1,31 | 1,49 | 2 221    |
| Lanheses                                 | 37,12 | 44,64 | 5,20  | 2,86     | 1,17 | 1,48 | 943      |
| Mazarefes e Vila Fria                    | 52,24 | 28,03 | 5,90  | 4,00     | 1,79 | 1,37 | 1 677    |
| Montaria                                 | 54,24 | 30,23 | 1,41  | 1,13     | 3,39 | 0,28 | 354      |
| Mujães                                   | 58,13 | 22,72 | 3,01  | 6,68     | 1,56 | 0,89 | 898      |
| Nogueira, Meixedo e Vilar de Murteda     | 51,16 | 37,90 | 4,12  | 1,79     | 0,63 | 0,81 | 1 116    |
| Outeiro                                  | 52,53 | 23,74 | 5,30  | 5,93     | 1,64 | 1,64 | 792      |
| Perre                                    | 41,11 | 21,00 | 14,08 | 9,03     | 2,23 | 1,76 | 1 705    |
| Santa Maria Maior e Monserrate e Meadela | 43,98 | 17,58 | 20,27 | 5,89     | 1,96 | 1,68 | 11 163   |
| Santa Marta de Portuzelo                 | 52,62 | 29,00 | 6,50  | 4,12     | 1,03 | 0,54 | 2 231    |
| São Romão de Neiva                       | 36,48 | 48,60 | 3,33  | 3,33     | 1,07 | 0,80 | 751      |
| Subportela, Deocriste e Portela Susã     | 48,04 | 34,83 | 2,50  | 2,63     | 2,12 | 1,22 | 1 559    |
| Torre e Vila Mou                         | 43,33 | 42,64 | 3,56  | 3,45     | 1,03 | 1,03 | 870      |
| Vila de Punhe                            | 61,30 | 24,82 | 3,79  | 2,15     | 1,00 | 1,22 | 1 398    |
| Vila Franca                              | 50,05 | 30,42 | 8,64  | 2,43     | 1,44 | 1,26 | 1 111    |
| Viana do Castelo                         | 47,67 | 26,56 | 10,57 | 4,28     | 1,60 | 1,40 | 46 539   |

#### Assembleia Municipal
| Partido                 | Partido                        | Votos  | %               | +/-  | Mandatos | +/- |
| ----------------------- | ------------------------------ | ------ | --------------- | ---- | -------- | --- |
|                         | Partido Socialista             | 19 989 | 42,95 / 100,00  | 3,20 | 14 / 28  | 6   |
|                         | Partido Social Democrata       | 12 852 | 27,62 / 100,00  | -    | 9 / 28   | -   |
|                         | Coligação Democrática Unitária | 6 058  | 13,02 / 100,00  | 4,78 | 4 / 28   | 1   |
|                         | CDS-MPT                        | 2 536  | 5,45 / 100,00   | -    | 1 / 28   | -   |
|                         | PCTP/MRPP                      | 982    | 2,11 / 100,00   | -    | 0 / 28   | -   |
| Votos Inválidos         | Votos Inválidos                | 4 122  | 8,85 / 100,00   | 5,26 |          |     |
| Total                   | Total                          | 46 539 | 100,00 / 100,00 |      | 28 / 28  | 13  |
| Eleitorado/Participação | Eleitorado/Participação        | 87 336 | 53,29 / 100,00  | 5,81 |          |     |

| Freguesia                                | %     | %     | %     | %        | %    | Votantes |
| Freguesia                                | PS    | PSD   | CDU   | CDS- MPT | PCTP | Votantes |
| ---------------------------------------- | ----- | ----- | ----- | -------- | ---- | -------- |
| Afife                                    | 35,14 | 23,65 | 18,69 | 9,23     | 1,58 | 888      |
| Alvarães                                 | 53,41 | 34,66 | 3,64  | 1,62     | 0,94 | 1 483    |
| Amonde                                   | 22,28 | 53,47 | 7,43  | 2,48     | 1,98 | 202      |
| Anha                                     | 36,11 | 45,93 | 4,88  | 2,99     | 1,30 | 1 537    |
| Areosa                                   | 42,30 | 21,88 | 17,63 | 5,16     | 2,33 | 2 189    |
| Barroselas e Carvoeiro                   | 54,17 | 28,06 | 3,69  | 2,31     | 1,35 | 2 819    |
| Cardielos e Serreleis                    | 45,12 | 35,09 | 6,84  | 4,95     | 1,36 | 1 476    |
| Carreço                                  | 35,07 | 24,73 | 17,54 | 10,64    | 2,66 | 1 015    |
| Castelo do Neiva                         | 40,14 | 40,35 | 4,07  | 5,26     | 2,46 | 1 425    |
| Chafé                                    | 52,51 | 23,14 | 7,42  | 5,83     | 1,20 | 1 253    |
| Darque                                   | 42,40 | 19,15 | 22,12 | 4,46     | 2,98 | 3 092    |
| Freixieiro de Soutelo                    | 33,15 | 46,63 | 6,47  | 2,70     | 3,23 | 371      |
| Geraz do Lima e Deão                     | 49,44 | 31,34 | 2,93  | 5,27     | 1,53 | 2 221    |
| Lanheses                                 | 33,19 | 46,45 | 6,47  | 4,03     | 1,27 | 943      |
| Mazarefes e Vila Fria                    | 47,82 | 28,56 | 7,63  | 5,55     | 2,56 | 1 677    |
| Montaria                                 | 47,74 | 37,29 | 4,24  | 0,85     | 1,41 | 354      |
| Mujães                                   | 55,12 | 23,39 | 4,01  | 8,13     | 1,56 | 898      |
| Nogueira, Meixedo e Vilar de Murteda     | 48,21 | 38,71 | 4,48  | 2,78     | 1,25 | 1 116    |
| Outeiro                                  | 48,61 | 24,75 | 6,19  | 7,32     | 1,77 | 792      |
| Perre                                    | 37,77 | 18,77 | 16,83 | 10,97    | 3,58 | 1 705    |
| Santa Maria Maior e Monserrate e Meadela | 35,72 | 17,70 | 26,84 | 7,25     | 2,70 | 11 163   |
| Santa Marta de Portuzelo                 | 47,92 | 31,91 | 7,35  | 4,62     | 1,17 | 2 231    |
| São Romão de Neiva                       | 32,09 | 51,13 | 4,13  | 3,46     | 2,66 | 751      |
| Subportela, Deocriste e Portela Susã     | 46,12 | 35,28 | 2,89  | 4,17     | 2,12 | 1 559    |
| Torre e Vila Mou                         | 38,74 | 46,32 | 4,48  | 4,14     | 1,49 | 870      |
| Vila de Punhe                            | 59,01 | 25,75 | 4,08  | 3,29     | 1,72 | 1 398    |
| Vila Franca                              | 47,16 | 32,13 | 8,73  | 3,51     | 2,34 | 1 111    |
| Viana do Castelo                         | 42,95 | 27,62 | 13,02 | 5,45     | 2,11 | 46 539   |

#### Juntas de Freguesia
| Partido                 | Partido                        | Votos  | %               | +/-  | Presidentes | Mandatos  | +/- |
| ----------------------- | ------------------------------ | ------ | --------------- | ---- | ----------- | --------- | --- |
|                         | Partido Social Democrata       | 13 518 | 29,05 / 100,00  | -    | 10 / 27     | 98 / 255  | -   |
|                         | Partido Socialista             | 11 839 | 25,44 / 100,00  | 4,30 | 6 / 27      | 55 / 255  | 36  |
|                         | Grupo de Cidadãos              | 10 046 | 21,59 / 100,00  | 4,47 | 10 / 27     | 79 / 255  | 24  |
|                         | Coligação Democrática Unitária | 6 665  | 14,32 / 100,00  | 3,07 | 1 / 27      | 21 / 255  | 2   |
|                         | CDS-MPT                        | 867    | 1,86 / 100,00   | -    | 0 / 27      | 2 / 255   | -   |
|                         | PCTP/MRPP                      | 290    | 0,62 / 100,00   | -    | 0 / 27      | 0 / 255   | -   |
| Votos Inválidos         | Votos Inválidos                | 3 315  | 7,12 / 100,00   | 1,75 |             |           |     |
| Total                   | Total                          | 46 540 | 100,00 / 100,00 |      | 27 / 27     | 255 / 255 | 95  |
| Eleitorado/Participação | Eleitorado/Participação        | 87 336 | 53,29 / 100,00  | 5,81 |             |           |     |

| Freguesia                                | Partido Vencedor | Partido Vencedor               | %              | Mandatos |
| ---------------------------------------- | ---------------- | ------------------------------ | -------------- | -------- |
| Afife                                    |                  | Grupo de Cidadãos              | 63,96 / 100,00 | 7 / 9    |
| Alvarães                                 |                  | Partido Socialista             | 53,27 / 100,00 | 5 / 9    |
| Amonde                                   |                  | Partido Social Democrata       | 76,24 / 100,00 | 7 / 7    |
| Anha                                     |                  | Partido Social Democrata       | 66,10 / 100,00 | 7 / 9    |
| Areosa                                   |                  | Partido Socialista             | 43,99 / 100,00 | 5 / 9    |
| Barroselas e Carvoeiro                   |                  | Partido Socialista             | 58,82 / 100,00 | 9 / 13   |
| Cardielos e Serreleis                    |                  | Grupo de Cidadãos              | 42,14 / 100,00 | 4 / 9    |
| Carreço                                  |                  | Grupo de Cidadãos              | 54,38 / 100,00 | 5 / 9    |
| Castelo do Neiva                         |                  | Partido Social Democrata       | 51,30 / 100,00 | 5 / 9    |
| Chafé                                    |                  | Grupo de Cidadãos              | 58,58 / 100,00 | 6 / 9    |
| Darque                                   |                  | Partido Socialista             | 44,31 / 100,00 | 6 / 13   |
| Freixieiro de Soutelo                    |                  | Partido Social Democrata       | 49,60 / 100,00 | 4 / 7    |
| Geraz do Lima e Deão                     |                  | Grupo de Cidadãos              | 58,17 / 100,00 | 6 / 9    |
| Lanheses                                 |                  | Partido Social Democrata       | 68,50 / 100,00 | 7 / 9    |
| Mazarefes e Vila Fria                    |                  | Partido Socialista             | 33,99 / 100,00 | 4 / 9    |
| Montaria                                 |                  | Partido Social Democrata       | 84,75 / 100,00 | 7 / 7    |
| Mujães                                   |                  | Grupo de Cidadãos              | 61,14 / 100,00 | 6 / 9    |
| Nogueira, Meixedo e Vilar de Murteda     |                  | Grupo de Cidadãos              | 50,90 / 100,00 | 5 / 9    |
| Outeiro                                  |                  | Grupo de Cidadãos              | 50,63 / 100,00 | 5 / 9    |
| Perre                                    |                  | Grupo de Cidadãos              | 55,19 / 100,00 | 6 / 9    |
| Santa Maria Maior e Monserrate e Meadela |                  | Coligação Democrática Unitária | 37,27 / 100,00 | 8 / 19   |
| Santa Marta de Portuzelo                 |                  | Partido Social Democrata       | 45,50 / 100,00 | 5 / 9    |
| São Romão de Neiva                       |                  | Partido Social Democrata       | 59,39 / 100,00 | 6 / 9    |
| Subportela, Deocriste e Portela Susã     |                  | Grupo de Cidadãos              | 49,52 / 100,00 | 5 / 9    |
| Torre e Vila Mou                         |                  | Partido Social Democrata       | 61,15 / 100,00 | 6 / 9    |
| Vila de Punhe                            |                  | Partido Socialista             | 67,53 / 100,00 | 7 / 9    |
| Vila Franca                              |                  | Grupo de Cidadãos              | 57,64 / 100,00 | 5 / 9    |

### Vila Nova de Cerveira

#### Câmara Municipal
| Partido                 | Partido                        | Votos | %               | +/-   | Vereadores | +/-     |
| ----------------------- | ------------------------------ | ----- | --------------- | ----- | ---------- | ------- |
|                         | Pensar Cerveira                | 2 807 | 45,12 / 100,00  | Novo  | 3 / 5      | Novo    |
|                         | Partido Socialista             | 2 525 | 40,59 / 100,00  | 27,33 | 2 / 5      | 2       |
|                         | Partido Social Democrata       | 570   | 9,16 / 100,00   | 18,17 | 0 / 5      | 1       |
|                         | Coligação Democrática Unitária | 78    | 1,25 / 100,00   | 0,66  | 0 / 5      | Estável |
| Votos Inválidos         | Votos Inválidos                | 241   | 3,87 / 100,00   | 1,03  |            |         |
| Total                   | Total                          | 6 221 | 100,00 / 100,00 |       | 5 / 5      |         |
| Eleitorado/Participação | Eleitorado/Participação        | 9 040 | 68,82 / 100,00  | 1,18  |            |         |

| Freguesia                       | %     | %     | %     | %    | Votantes |
| Freguesia                       | PenCe | PS    | PSD   | CDU  | Votantes |
| ------------------------------- | ----- | ----- | ----- | ---- | -------- |
| Campos e Vila Meã               | 36,08 | 45,99 | 11,00 | 1,88 | 1 009    |
| Candemil e Gondar               | 50,34 | 38,78 | 4,42  | 0,34 | 294      |
| Cornes                          | 36,68 | 48,37 | 8,70  | 1,90 | 368      |
| Covas                           | 39,07 | 36,94 | 17,41 | 1,06 | 471      |
| Gondarém                        | 44,94 | 44,79 | 5,67  | 1,23 | 652      |
| Loivo                           | 50,92 | 40,84 | 4,03  | 1,51 | 595      |
| Mentrestido                     | 44,86 | 49,53 | 3,27  | 0    | 214      |
| Reboreda e Nogueira             | 39,00 | 43,99 | 11,58 | 1,47 | 682      |
| Sapardos                        | 35,86 | 31,72 | 29,31 | 0,34 | 290      |
| Sopo                            | 64,60 | 25,25 | 6,93  | 1,49 | 404      |
| Vila Nova de Cerveira e Lovelhe | 52,58 | 37,04 | 5,80  | 0,97 | 1 242    |
| Vila Nova de Cerveira           | 45,12 | 40,59 | 9,16  | 1,25 | 6 221    |

#### Assembleia Municipal
| Partido                 | Partido                        | Votos | %               | +/-   | Mandatos | +/-     |
| ----------------------- | ------------------------------ | ----- | --------------- | ----- | -------- | ------- |
|                         | Pensar Cerveira                | 2 777 | 44,63 / 100,00  | Novo  | 7 / 15   | Novo    |
|                         | Partido Socialista             | 2 503 | 40,23 / 100,00  | 23,95 | 7 / 15   | 4       |
|                         | Partido Social Democrata       | 639   | 10,27 / 100,00  | 20,14 | 1 / 15   | 4       |
|                         | Coligação Democrática Unitária | 83    | 1,33 / 100,00   | 1,13  | 0 / 15   | Estável |
| Votos Inválidos         | Votos Inválidos                | 220   | 3,53 / 100,00   | 0,58  |          |         |
| Total                   | Total                          | 6 222 | 100,00 / 100,00 |       | 15 / 15  | 1       |
| Eleitorado/Participação | Eleitorado/Participação        | 9 040 | 68,83 / 100,00  | 1,17  |          |         |

| Freguesia                       | %     | %     | %     | %    | Votantes |
| Freguesia                       | PenCe | PS    | PSD   | CDU  | Votantes |
| ------------------------------- | ----- | ----- | ----- | ---- | -------- |
| Campos e Vila Meã               | 36,57 | 43,90 | 14,27 | 1,68 | 1 009    |
| Candemil e Gondar               | 53,06 | 38,78 | 4,08  | 0    | 294      |
| Cornes                          | 36,31 | 48,24 | 9,21  | 1,90 | 369      |
| Covas                           | 34,61 | 39,70 | 18,68 | 1,06 | 471      |
| Gondarém                        | 43,87 | 45,55 | 6,29  | 1,23 | 652      |
| Loivo                           | 51,09 | 40,84 | 3,87  | 1,68 | 595      |
| Mentrestido                     | 42,99 | 48,13 | 3,74  | 1,40 | 214      |
| Reboreda e Nogueira             | 38,12 | 42,08 | 13,78 | 2,35 | 682      |
| Sapardos                        | 33,10 | 30,34 | 33,10 | 0,34 | 290      |
| Sopo                            | 65,35 | 24,75 | 6,68  | 0,99 | 404      |
| Vila Nova de Cerveira e Lovelhe | 52,58 | 37,28 | 5,80  | 0,97 | 1 242    |
| Vila Nova de Cerveira           | 44,63 | 40,23 | 10,27 | 1,33 | 6 222    |

#### Juntas de Freguesia
| Partido                 | Partido                  | Votos | %               | +/-   | Presidentes | Mandatos | +/- |
| ----------------------- | ------------------------ | ----- | --------------- | ----- | ----------- | -------- | --- |
|                         | Grupo de Cidadãos        | 2 582 | 41,49 / 100,00  | 34,87 | 5 / 11      | 35 / 81  | 25  |
|                         | Partido Socialista       | 2 537 | 40,77 / 100,00  | 18,41 | 5 / 11      | 35 / 81  | 32  |
|                         | Partido Social Democrata | 884   | 14,21 / 100,00  | 16,93 | 1 / 11      | 11 / 81  | 21  |
| Votos Inválidos         | Votos Inválidos          | 220   | 3,53 / 100,00   | 1,18  |             |          |     |
| Total                   | Total                    | 6 223 | 100,00 / 100,00 |       | 11 / 11     | 81 / 81  | 28  |
| Eleitorado/Participação | Eleitorado/Participação  | 9 040 | 68,84 / 100,00  | 1,17  |             |          |     |

| Freguesia                       | Partido Vencedor | Partido Vencedor         | %              | Mandatos |
| ------------------------------- | ---------------- | ------------------------ | -------------- | -------- |
| Campos e Vila Meã               |                  | Grupo de Cidadãos        | 43,61 / 100,00 | 4 / 9    |
| Candemil e Gondar               |                  | Grupo de Cidadãos        | 59,52 / 100,00 | 5 / 7    |
| Cornes                          |                  | Partido Socialista       | 55,28 / 100,00 | 4 / 7    |
| Covas                           |                  | Partido Socialista       | 66,03 / 100,00 | 5 / 7    |
| Gondarém                        |                  | Partido Socialista       | 47,55 / 100,00 | 4 / 7    |
| Loivo                           |                  | Grupo de Cidadãos        | 59,40 / 100,00 | 4 / 7    |
| Mentrestido                     |                  | Partido Socialista       | 52,80 / 100,00 | 4 / 7    |
| Reboreda e Nogueira             |                  | Partido Socialista       | 41,06 / 100,00 | 3 / 7    |
| Sapardos                        |                  | Partido Social Democrata | 45,86 / 100,00 | 3 / 7    |
| Sopo                            |                  | Grupo de Cidadãos        | 82,43 / 100,00 | 6 / 7    |
| Vila Nova de Cerveira e Lovelhe |                  | Grupo de Cidadãos        | 46,22 / 100,00 | 5 / 9    |